# 整體重建計劃

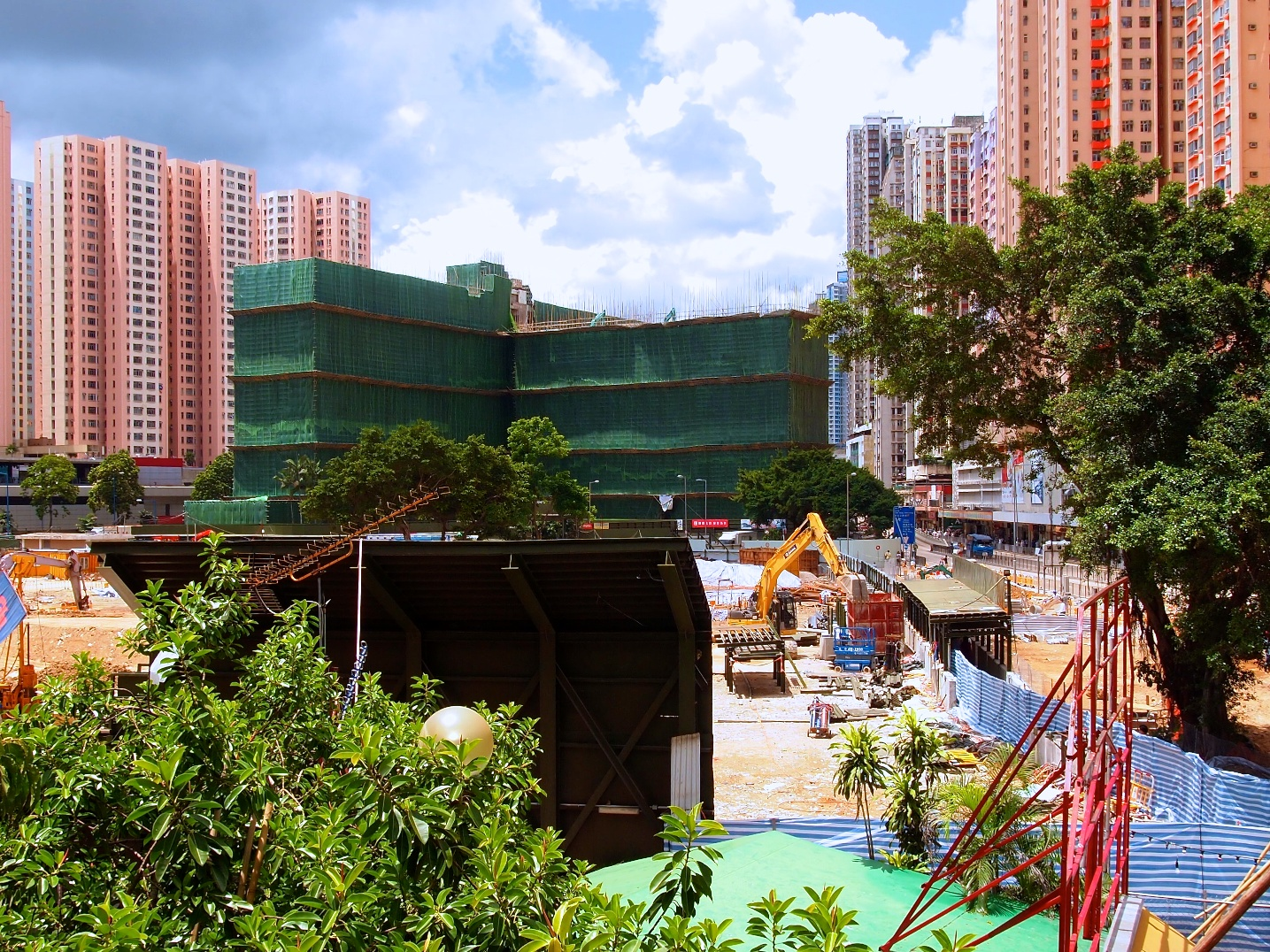
整體重建計劃下最後兩座被拆卸的大廈-牛頭角下邨13-14座

整體重建計劃是香港房屋委員會於1987至2012年間推展的一項大規模重建項目，旨在將第三至第六型徙置大廈及政府廉租屋，以及當時未拆卸的第一至二型徒廈，共有566 幢樓宇需要重建，以改善租住公屋居民居住環境。隨著牛頭角下邨二區全部樓宇在2012年被拆卸，整個計劃均已結束，但有關政策細節為日後的其他舊式公營房屋重建計劃奠下基礎。

## 緣由

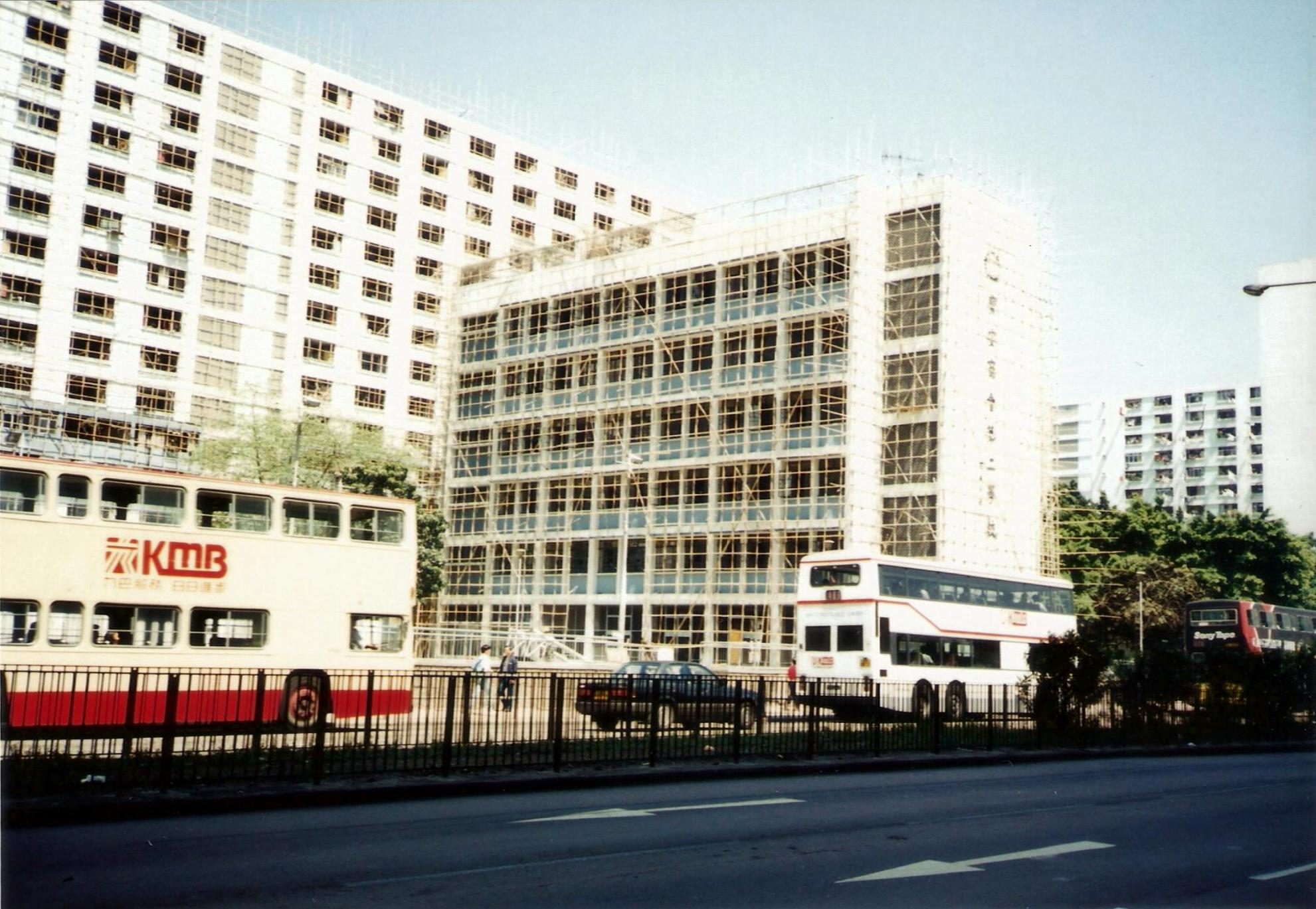
1994年被拆卸的元洲街邨政府廉租屋大廈

在1985年26座問題公屋醜聞被揭發時，一共有577座出租公屋大廈被驗出結構強度遠低於標準。由於涉事大廈多為徙置大廈及政府廉租屋，加上第三型大廈及舊型政府廉租屋沒有獨立衛生間，嚴重影響居民生活質素，故政府於1987年頒布的《長遠房屋策略》中，宣佈於2001年前將所有上述類型大廈清拆，是為整體重建計劃。

## 具體執行方式
房委會從1988年起，每五年編定一個五年期拆卸總綱計劃，並按照樓宇結構損耗程度、重建效益等排定清拆次序（當中26幢需即時拆卸樓宇，以及絕大多數需加入鋼柱鞏固的第二等「問題公屋」，一律安排在第一個拆卸週期，即1988-1992年內清拆；當中，須即時拆卸樓宇則以「擴展重建計劃」名義在此計劃下清拆），並會每三個月檢討一次。
在清拆開展前一年半至兩年，受影響居民將會獲得通知，以安排進行凍結人口登記、接收屋邨單位編配，而具體遷出日期亦會同時公佈。當最後一座安置大廈落成後，居民有最後三個月（以往為五個月）期限遷出，並進行拆卸工程的招標程序（但若遇上釘子戶或工程延誤，拆卸日期或會推遲）。
而在受影響屋邨中開辦的學校，如果無法獲分配新校舍或與他校合併，會在拆卸前被教育署下令殺校，一般在清拆該年暑假或之前停辦。
另外，有關居民亦可在屋邨列入清拆計劃後，在清拆前三年申請提前調遷，遷出後相關單位將會一直丟空至拆卸為止。
清拆後屋邨土地多數都會重建為新型屋邨大廈（而相關屋邨/屋苑之項目編號一概以「RR」/「RH」作結，以資識別），但少數項目會因應地區發展需要而交回政府作其他用途。

## 安置安排

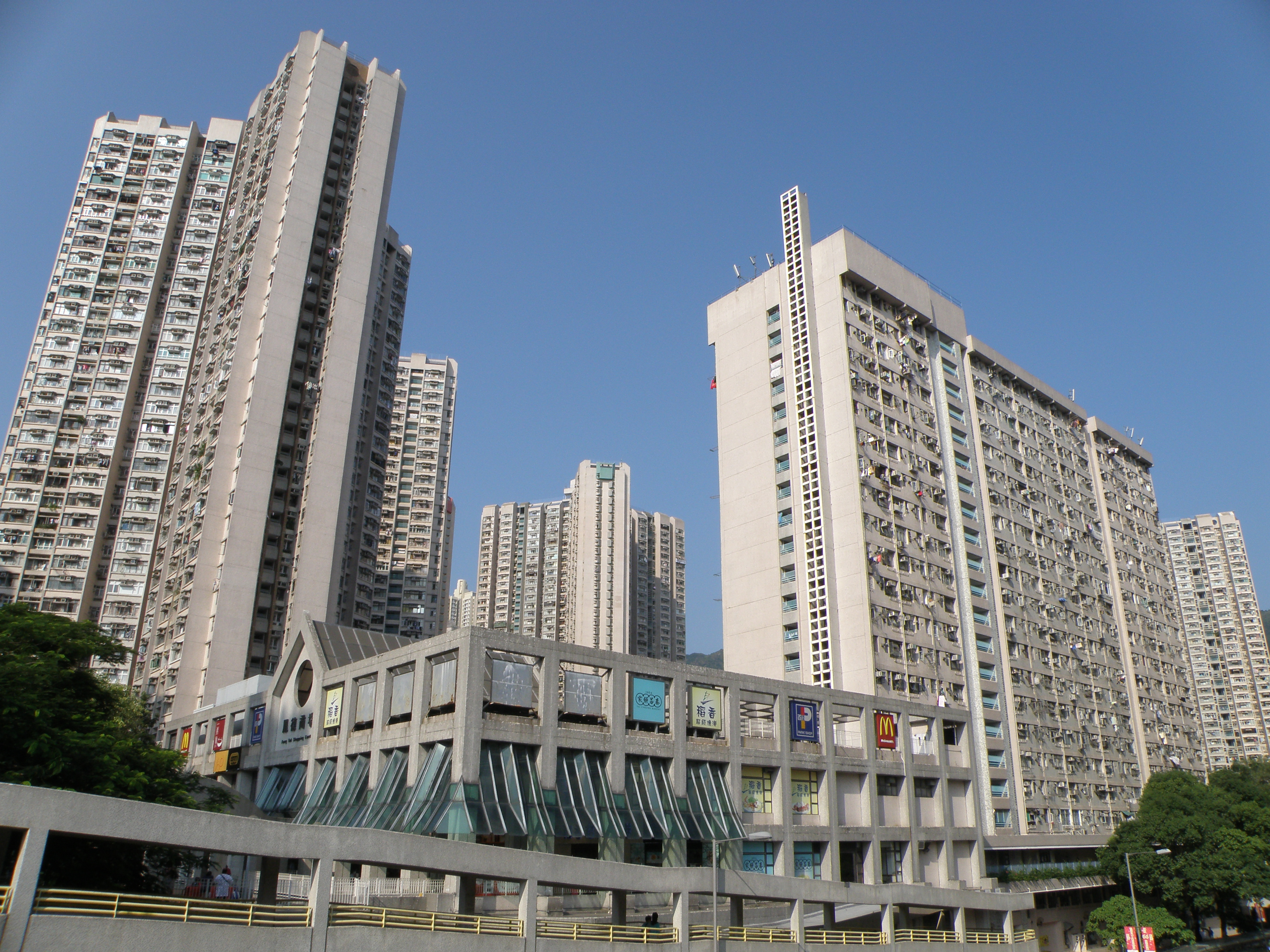
慈雲山邨居民主要安置屋邨-鳳德邨

在1996年前，所有安置屋邨單位均由房委會隨機編配，而分配機會與輪候冊人士一樣只有三次，居民或無法選擇心儀單位。
而在1996年1月，房委會在柴灣邨9-12座重建項目中，試驗「自選單位計劃」，讓居民自行選擇興東邨內的安置單位（而具體操作方式與居屋揀樓類似，有關方面會以攪珠方式決定他們的揀樓次序）。由於此計劃成效顯著，自此以後的所有重建計劃均以此方式編配單位。
一般而言，居民均在同一區議會分區（或鄰近區域）內新建/已重建屋邨安置（例如位於黃大仙區的慈雲山邨，主要安置屋邨都在同區內的鳳德邨、東頭邨或黃大仙下邨）。但是，由於市區土地不足，有一部份居民會獲安置到市區以外（例如部份「問題公屋」住戶獲派沙田顯徑邨，另秀茂坪下邨住戶除少數獲派同區翠屏南邨、德田邨或黃大仙東頭邨單位外，其他主要安置於天水圍天耀邨、沙田廣源邨及將軍澳景林邨）。此外，為加快安置程序，安置屋邨可以多於一條（例如藍田邨最後一批舊廈居民，分別遷往雲漢邨及油塘邨）。
所有居民均可獲發搬遷津貼；他們亦可選擇領取遷置替代金，以代替遷入安置屋邨。
此外，所有拆遷戶均獲得居屋揀樓的絕對優先權，一般都可以選購到心儀單位；而在1998-2000年間，政府亦推出重建置業計劃單位供他們選購，但因反應不熱烈而在2000年1月取消。

## 屋邨資料

### 東區
| 屋邨名稱     | 樓宇類型   | 樓宇名稱                | 落成年份 | 拆卸年份 | 安置屋邨     | 重建後原地所屬的樓宇           | 備註                              |
| ------------ | ---------- | ----------------------- | -------- | -------- | ------------ | ------------------------------ | --------------------------------- |
| 柴灣邨       | 第三型     | 第1座                   | 1963年   | 1991年   | 小西灣邨     | 柴灣市政大廈                   |                                   |
| 柴灣邨       | 第三型     | 第2座                   | 1963年   | 1991年   | 小西灣邨     | 樂軒臺                         |                                   |
| 柴灣邨       | 第三型     | 第3座                   | 1963年   | 1991年   | 小西灣邨     | 樂軒臺                         |                                   |
| 柴灣邨       | 第三型     | 第4座                   | 1963年   | 1991年   | 小西灣邨     | 樂軒臺                         |                                   |
| 柴灣邨       | 第三型     | 第5座                   | 1963年   | 1991年   | 小西灣邨     | 樂軒臺                         |                                   |
| 柴灣邨       | 第三型     | 第6座                   | 1963年   | 1991年   | 小西灣邨     | 樂軒臺                         |                                   |
| 柴灣邨       | 第三型     | 第7座                   | 1963年   | 1991年   | 小西灣邨     | 樂軒臺                         |                                   |
| 柴灣邨       | 第三型     | 第8座                   | 1963年   | 1991年   | 小西灣邨     | 樂軒臺                         |                                   |
| 柴灣邨       | 第三型     | 第9座                   | 1963年   | 1996年   | 興東邨       | 中華傳道會劉永生中學           |                                   |
| 柴灣邨       | 第三型     | 第10座                  | 1963年   | 1996年   | 興東邨       | 中華傳道會劉永生中學           | 此座只有3層                       |
| 柴灣邨       | 第三型     | 第11座                  | 1963年   | 1996年   | 興東邨       | 中華傳道會劉永生中學           | 只有2層，但所有單位均有獨立設備。 |
| 柴灣邨       | 第三型     | 第12座                  | 1963年   | 1996年   | 興東邨       | 中華傳道會劉永生中學           |                                   |
| 柴灣邨       | 第四型     | 第13座                  | 1966年   | 1999年   | 興華（一）邨 | 聖公會柴灣聖米迦勒小學、蝶翠苑 |                                   |
| 柴灣邨       | 第四型     | 第14座                  | 1966年   | 2001年   | 愛東邨       | 柴灣邨                         |                                   |
| 柴灣邨       | 第四型     | 第15座                  | 1966年   | 2001年   | 愛東邨       | 柴灣邨                         |                                   |
| 環翠邨       | 改建第二型 | （柴灣邨）第21座 安翠樓 | 1957年   | 1996年   | 耀東邨       | 逸翠樓                         |                                   |
| 環翠邨       | 改建第一型 | （柴灣邨）第22座 寧翠樓 | 1957年   | 1996年   | 耀東邨       | 悅翠苑                         |                                   |
| 興華（一）邨 | 第五型     | 第1座 恆興樓            | 1971年   | 1994年   | 峰華邨       | 興華（一）邨                   |                                   |
| 興華（一）邨 | 第五型     | 第2座 順興樓            | 1971年   | 1994年   | 峰華邨       | 興華（一）邨                   |                                   |
| 興華（一）邨 | 第五型     | 第3座 景興樓            | 1971年   | 1994年   | 峰華邨       | 興華（一）邨                   |                                   |

### 南區
| 屋邨名稱 | 樓宇類型   | 樓宇名稱 | 落成年份      | 拆卸年份      | 安置屋邨 | 重建後原地所屬的樓宇    | 備註                                  |
| -------- | ---------- | -------- | ------------- | ------------- | -------- | ----------------------- | ------------------------------------- |
| 田灣邨   | 第三型     | 第1座    | 1964年-1966年 | 1991年-1992年 | 華貴邨   | 田灣邨                  |                                       |
| 田灣邨   | 第三型     | 第2座    | 1964年-1966年 | 1991年-1992年 | 華貴邨   | 田灣邨                  |                                       |
| 田灣邨   | 第三型     | 第3座    | 1964年-1966年 | 1991年-1992年 | 華貴邨   | 田灣邨                  |                                       |
| 田灣邨   | 第三型     | 第4座    | 1964年-1966年 | 1991年-1992年 | 華貴邨   | 田灣邨                  |                                       |
| 田灣邨   | 第三型     | 第5座    | 1964年-1966年 | 1991年-1992年 | 華貴邨   | 田灣邨                  |                                       |
| 田灣邨   | 第三型     | 第6座    | 1964年-1966年 | 1991年-1992年 | 華貴邨   | 聖公會田灣始南小學      |                                       |
| 田灣邨   | 第三型     | 第7座    | 1964年-1966年 | 1991年-1992年 | 華貴邨   | 聖公會田灣始南小學      |                                       |
| 田灣邨   | 第三型     | 第8座    | 1964年-1966年 | 1991年-1992年 | 華貴邨   | 聖公會田灣始南小學      |                                       |
| 田灣邨   | 第三型     | 第9座    | 1964年-1966年 | 1991年-1992年 | 華貴邨   |                         |                                       |
| 田灣邨   | 第三型     | 第10座   | 1964年-1966年 | 1991年-1992年 | 華貴邨   | 鴻福苑                  |                                       |
| 田灣邨   | 第三型     | 第11座   | 1964年-1966年 | 1991年-1992年 | 華貴邨   | 鴻福苑                  |                                       |
| 田灣邨   | 第三型     | 第12座   | 1964年-1966年 | 1991年-1992年 | 華貴邨   | 田灣邨長者住屋          |                                       |
| 田灣邨   | 第三型     | 第13座   | 1964年-1966年 | 1991年-1992年 | 華貴邨   | 田灣商場                |                                       |
| 田灣邨   | 第三型     | 第14座   | 1964年-1966年 | 1991年-1992年 | 華貴邨   | 田灣商場                |                                       |
| 田灣邨   | 第三型     | 第15座   | 1964年-1966年 | 1991年-1992年 | 華貴邨   | 田灣邨遊樂場            |                                       |
| 石排灣邨 | 第四型     | 第1座    | 1967年        | 1997年        | 田灣邨   | 石排灣邨                | 第2座是 26座問題公屋， 於1988年拆卸。 |
| 石排灣邨 | 第四型     | 第3座    | 1967年        | 1997年        | 田灣邨   | 石排灣邨                | 第2座是 26座問題公屋， 於1988年拆卸。 |
| 石排灣邨 | 第四型     | 第4座    | 1967年        | 1997年        | 田灣邨   | 石排灣邨                | 第2座是 26座問題公屋， 於1988年拆卸。 |
| 石排灣邨 | 第四型     | 第5座    | 1968年        | 1997年        | 田灣邨   | 石排灣邨                | 第2座是 26座問題公屋， 於1988年拆卸。 |
| 石排灣邨 | 第四型     | 第6座    | 1967年        | 1997年        | 田灣邨   | 石排灣邨                | 第2座是 26座問題公屋， 於1988年拆卸。 |
| 石排灣邨 | 第四型     | 第7座    | 1967年        | 1997年        | 田灣邨   | 石排灣邨                | 第2座是 26座問題公屋， 於1988年拆卸。 |
| 黃竹坑邨 | 政府廉租屋 | 第1座    | 1968年        | 2007年        | 石排灣邨 | 港鐵黃竹坑車廠 港島南岸 | 第9座是 26座問題公屋， 於1988年拆卸。 |
| 黃竹坑邨 | 政府廉租屋 | 第2座    | 1968年        | 2007年        | 石排灣邨 | 港鐵黃竹坑車廠 港島南岸 | 第9座是 26座問題公屋， 於1988年拆卸。 |
| 黃竹坑邨 | 政府廉租屋 | 第3座    | 1972年        | 2007年        | 石排灣邨 | 港鐵黃竹坑車廠 港島南岸 | 第9座是 26座問題公屋， 於1988年拆卸。 |
| 黃竹坑邨 | 政府廉租屋 | 第4座    | 1972年        | 2007年        | 石排灣邨 | 港鐵黃竹坑車廠 港島南岸 | 第9座是 26座問題公屋， 於1988年拆卸。 |
| 黃竹坑邨 | 政府廉租屋 | 第5座    | 1972年        | 2007年        | 石排灣邨 | 港鐵黃竹坑車廠 港島南岸 | 第9座是 26座問題公屋， 於1988年拆卸。 |
| 黃竹坑邨 | 政府廉租屋 | 第6座    | 1972年        | 2007年        | 石排灣邨 | 港鐵黃竹坑車廠 港島南岸 | 第9座是 26座問題公屋， 於1988年拆卸。 |
| 黃竹坑邨 | 政府廉租屋 | 第7座    | 1973年        | 2007年        | 石排灣邨 | 港鐵黃竹坑車廠 港島南岸 | 第9座是 26座問題公屋， 於1988年拆卸。 |
| 黃竹坑邨 | 政府廉租屋 | 第8座    | 1973年        | 2007年        | 石排灣邨 | 港鐵黃竹坑車廠 港島南岸 | 第9座是 26座問題公屋， 於1988年拆卸。 |
| 黃竹坑邨 | 政府廉租屋 | 第10座   | 1973年        | 2007年        | 石排灣邨 | 港鐵黃竹坑站            | 第9座是 26座問題公屋， 於1988年拆卸。 |

### 九龍城區
| 屋邨名稱           | 樓宇類型   | 樓宇名稱 | 落成年份      | 拆卸年份 | 安置屋邨             | 重建後原地所屬的樓宇             | 備註         |
| ------------------ | ---------- | -------- | ------------- | -------- | -------------------- | -------------------------------- | ------------ |
| 大環山邨（紅磡邨） | 改建第一型 | 第1座    | 1956年-1958年 | 2000年   | 紅磡邨 紅暉樓 紅昇樓 | 紅磡邨                           |              |
| 大環山邨（紅磡邨） | 改建第一型 | 第2座    | 1956年-1958年 | 2000年   | 紅磡邨 紅暉樓 紅昇樓 | 紅磡邨                           |              |
| 大環山邨（紅磡邨） | 改建第一型 | 第3座    | 1956年-1958年 | 1995年   | 樂富邨               | 紅磡邨                           |              |
| 大環山邨（紅磡邨） | 改建第一型 | 第4座    | 1956年-1958年 | 1995年   | 樂富邨               | 紅磡邨                           |              |
| 山谷道邨           | 政府廉租屋 | 第1座    | 1964年        | 2002年   | 何文田邨             | 天鑄                             |              |
| 山谷道邨           | 政府廉租屋 | 第2座    | 1964年        | 2002年   | 何文田邨             | 天鑄                             |              |
| 山谷道邨           | 政府廉租屋 | 第3座    | 1964年        | 2002年   | 何文田邨             | 天鑄                             | 安裝鋼架加固 |
| 山谷道邨           | 政府廉租屋 | 第4座    | 1964年        | 2002年   | 何文田邨             | 天鑄                             |              |
| 山谷道邨           | 政府廉租屋 | 第5座    | 1964年        | 2002年   | 何文田邨             | 天鑄                             |              |
| 山谷道邨           | 政府廉租屋 | 第6座    | 1964年        | 2001年   | 何文田邨             | 何文田站                         | 安裝鋼架加固 |
| 山谷道邨           | 政府廉租屋 | 第7座    | 1964年        | 2001年   | 何文田邨             | 何文田站                         |              |
| 山谷道邨           | 政府廉租屋 | 第8座    | 1964年        | 2001年   | 何文田邨             | 何文田站                         |              |
| 山谷道邨           | 政府廉租屋 | 第9座    | 1964年        | 2001年   | 何文田邨             | 何文田站                         |              |
| 山谷道邨           | 政府廉租屋 | 第10座   | 1964年        | 2001年   | 何文田邨             | 何文田站                         |              |
| 山谷道邨           | 政府廉租屋 | 第11座   | 1964年        | 2001年   | 何文田邨             | 何文田站                         |              |
| 山谷道邨           | 政府廉租屋 | 第12座   | 1964年        | 2002年   | 何文田邨             | 何文田站                         |              |
| 山谷道邨           | 政府廉租屋 | 第14座   | 1964年        | 2002年   | 何文田邨             | 何文田站                         |              |
| 山谷道邨           | 政府廉租屋 | 第15座   | 1964年        | 2002年   | 何文田邨             | 何文田站                         |              |
| 山谷道邨           | 政府廉租屋 | 第16座   | 1964年        | 2002年   | 何文田邨             | 何文田站                         |              |
| 山谷道邨           | 政府廉租屋 | 第17座   | 1964年        | 2002年   | 何文田邨             | 香港理工大學何文田學生宿舍       |              |
| 何文田邨           | 政府廉租屋 | 第1座    | 1968年        | 2001年   | 何文田邨             | 何文田巴士總站 皓畋 One Homantin |              |
| 何文田邨           | 政府廉租屋 | 第2座    | 1968年        | 2001年   | 何文田邨             | 何文田巴士總站 皓畋 One Homantin |              |
| 何文田邨           | 政府廉租屋 | 第3座    | 1968年        | 2001年   | 何文田邨             | 何文田巴士總站 皓畋 One Homantin |              |
| 何文田邨           | 政府廉租屋 | 第4座    | 1968年        | 2001年   | 何文田邨             | 何文田巴士總站 皓畋 One Homantin |              |
| 何文田邨           | 政府廉租屋 | 第5座    | 1968年        | 2001年   | 何文田邨             | 何文田巴士總站 皓畋 One Homantin |              |
| 何文田邨           | 政府廉租屋 | 第6座    | 1968年        | 2001年   | 何文田邨             | 何文田巴士總站 皓畋 One Homantin |              |
| 何文田邨           | 政府廉租屋 | 第7座    | 1968年        | 2001年   | 何文田邨             | 何文田巴士總站 皓畋 One Homantin |              |
| 何文田邨           | 政府廉租屋 | 第8座    | 1968年        | 2001年   | 何文田邨             | 何文田巴士總站 皓畋 One Homantin |              |

### 深水埗區
| 屋邨名稱 | 樓宇類型     | 樓宇名稱       | 落成年份 | 拆卸年份 | 安置屋邨                             | 重建後原地所屬的樓宇               | 備註                         |
| -------- | ------------ | -------------- | -------- | -------- | ------------------------------------ | ---------------------------------- | ---------------------------- |
| 石硤尾邨 | 政府廉租屋   | 第1座          | 1964年   | 2000年   | 元州邨 幸福邨                        | 美映樓 美如樓                      |                              |
| 石硤尾邨 | 政府廉租屋   | 第2座          | 1964年   | 2000年   | 元州邨 幸福邨                        | 美映樓 美如樓                      |                              |
| 石硤尾邨 | 政府廉租屋   | 第3座          | 1964年   | 2000年   | 元州邨 幸福邨                        | 美映樓 美如樓                      |                              |
| 石硤尾邨 | 政府廉租屋   | 第4座          | 1964年   | 2000年   | 元州邨 幸福邨                        | 美映樓 美如樓                      |                              |
| 石硤尾邨 | 政府廉租屋   | 第5座          | 1964年   | 2000年   | 元州邨 幸福邨                        | 美映樓 美如樓                      |                              |
| 石硤尾邨 | 政府廉租屋   | 第6座          | 1964年   | 2000年   | 元州邨 幸福邨                        | 美映樓 美如樓                      |                              |
| 石硤尾邨 | 政府廉租屋   | 第7座          | 1964年   | 2000年   | 元州邨 幸福邨                        | 美映樓 美如樓                      |                              |
| 石硤尾邨 | 改建第一型   | 第8座          | 1956年   | 2000年   | 元州邨 幸福邨                        | 美薈樓 美亮樓 石硤尾邨服務設施大樓 |                              |
| 石硤尾邨 | 改建第一型   | 第9座          | 1956年   | 2000年   | 元州邨 幸福邨                        | 美薈樓 美亮樓 石硤尾邨服務設施大樓 |                              |
| 石硤尾邨 | 改建第一型   | 第10座         | 1954年   | 2000年   | 元州邨 幸福邨                        | 美薈樓 美亮樓 石硤尾邨服務設施大樓 |                              |
| 石硤尾邨 | 改建第一型   | 第11座         | 1954年   | 2000年   | 元州邨 幸福邨                        | 美薈樓 美亮樓 石硤尾邨服務設施大樓 |                              |
| 石硤尾邨 | 改建第一型   | 第12座         | 1954年   | 2000年   | 元州邨 幸福邨                        | 美薈樓 美亮樓 石硤尾邨服務設施大樓 |                              |
| 石硤尾邨 | 改建第一型   | 第13座         | 1954年   | 2000年   | 元州邨 幸福邨                        | 美薈樓 美亮樓 石硤尾邨服務設施大樓 |                              |
| 石硤尾邨 | 改建第二型   | 第14座         | 1963年   | 2007年   | 石硤尾邨 美映樓 美如樓 元州邨        | 美禧樓 美柏樓                      |                              |
| 石硤尾邨 | 改建第一型   | 第15座         | 1956年   | 2007年   | 石硤尾邨 美映樓 美如樓 元州邨        | 美禧樓 美柏樓                      |                              |
| 石硤尾邨 | 改建第一型   | 第16座         | 1956年   | 2007年   | 石硤尾邨 美映樓 美如樓 元州邨        | 美禧樓 美柏樓                      |                              |
| 石硤尾邨 | 改建第一型   | 第17座         | 1956年   | 2007年   | 石硤尾邨 美映樓 美如樓 元州邨        | 美禧樓 美柏樓                      |                              |
| 石硤尾邨 | 改建第一型   | 第18座         | 1956年   | 2007年   | 石硤尾邨 美映樓 美如樓 元州邨        | 美禧樓 美柏樓                      |                              |
| 石硤尾邨 | 改建第一型   | 第25座         | 1956年   | 2007年   | 石硤尾邨 美映樓 美如樓 元州邨        | 美益樓 美賢樓 美笙樓 美盛樓 美亮樓 |                              |
| 石硤尾邨 | 改建第一型   | 第26座         | 1956年   | 2007年   | 石硤尾邨 美映樓 美如樓 元州邨        | 美益樓 美賢樓 美笙樓 美盛樓 美亮樓 |                              |
| 石硤尾邨 | 改建第一型   | 第27座         | 1956年   | 2007年   | 石硤尾邨 美映樓 美如樓 元州邨        | 美益樓 美賢樓 美笙樓 美盛樓 美亮樓 |                              |
| 石硤尾邨 | 改建第一型   | 第28座         | 1956年   | 2007年   | 石硤尾邨 美映樓 美如樓 元州邨        | 美益樓 美賢樓 美笙樓 美盛樓 美亮樓 |                              |
| 石硤尾邨 | 改建第一型   | 第29座         | 1956年   | 2007年   | 石硤尾邨 美映樓 美如樓 元州邨        | 美益樓 美賢樓 美笙樓 美盛樓 美亮樓 |                              |
| 石硤尾邨 | 改建第一型   | 第30座         | 1956年   | 2007年   | 石硤尾邨 美映樓 美如樓 元州邨        | 美益樓 美賢樓 美笙樓 美盛樓 美亮樓 |                              |
| 石硤尾邨 | 改建第一型   | 第31座         | 1956年   | 2007年   | 石硤尾邨 美映樓 美如樓 元州邨        | 美益樓 美賢樓 美笙樓 美盛樓 美亮樓 |                              |
| 石硤尾邨 | 改建第一型   | 第32座         | 1956年   | 2007年   | 石硤尾邨 美映樓 美如樓 元州邨        | 美益樓 美賢樓 美笙樓 美盛樓 美亮樓 |                              |
| 石硤尾邨 | 改建第一型   | 第33座         | 1956年   | 2007年   | 石硤尾邨 美映樓 美如樓 元州邨        | 美益樓 美賢樓 美笙樓 美盛樓 美亮樓 |                              |
| 石硤尾邨 | 改建第一型   | 第34座         | 1956年   | 2007年   | 石硤尾邨 美映樓 美如樓 元州邨        | 美益樓 美賢樓 美笙樓 美盛樓 美亮樓 |                              |
| 石硤尾邨 | 改建第一型   | 第35座         | 1954年   | 2000年   | 白田邨 海富苑 元州邨                 | 美菖樓                             |                              |
| 石硤尾邨 | 改建第一型   | 第36座         | 1954年   | 2000年   | 白田邨 海富苑 元州邨                 | 美菖樓                             |                              |
| 石硤尾邨 | 改建第一型   | 第37座         | 1954年   | 2007年   | 石硤尾邨 美映樓 美如樓 元州邨        | 美葵樓                             |                              |
| 石硤尾邨 | 改建第一型   | 第38座         | 1954年   | 2000年   | 白田邨 海富苑 元州邨                 | 美葵樓                             |                              |
| 石硤尾邨 | 改建第一型   | 第39座         | 1954年   | 2007年   | 石硤尾邨 美映樓 美如樓 元州邨        | 美葵樓                             |                              |
| 石硤尾邨 | 改建第一型   | 第40座         | 1954年   | 2007年   | 石硤尾邨 美映樓 美如樓 元州邨        | 美葵樓                             |                              |
| 石硤尾邨 | 改建第一型   | 第41座(美荷樓) | 1954年   | 保留     | 石硤尾邨 美映樓 美如樓 元州邨        | 活化為青年旅舍                     |                              |
| 大坑東邨 | 半改建第一型 | 東新樓         | 1955年   | 2001年   | 富昌邨                               | 大坑東邨二號遊樂場                 |                              |
| 大坑東邨 | 改建第一型   | 東榮樓         | 1955年   | 2003年   | 大坑東邨 東健樓 東怡樓               | 大坑東邨一號遊樂場                 |                              |
| 大坑東邨 | 改建第一型   | 東富樓         | 1955年   | 2003年   | 大坑東邨 東健樓 東怡樓               | 大坑東邨一號遊樂場                 |                              |
| 大坑東邨 | 改建第一型   | 東運樓         | 1955年   | 2003年   | 大坑東邨 東健樓 東怡樓               | 大坑東邨一號遊樂場                 |                              |
| 大坑東邨 | 改建第一型   | 東和樓         | 1955年   | 2003年   | 大坑東邨 東健樓 東怡樓               | 大坑東邨一號遊樂場                 |                              |
| 白田邨   | 第四型       | 第4座          | 1969年   | 2000年   | 海富苑                               | 太田樓 麗田樓 運田樓               |                              |
| 白田邨   | 第四型       | 第5座          | 1969年   | 2000年   | 海富苑                               | 太田樓 麗田樓 運田樓               |                              |
| 白田邨   | 第四型       | 第6座          | 1969年   | 2000年   | 海富苑                               | 太田樓 麗田樓 運田樓               |                              |
| 白田邨   | 第六型       | 第7座          | 1971年   | 1995年   | 白田邨 翠田樓 裕田樓                 | 昌田樓 盛田樓 瑞田樓               |                              |
| 白田邨   | 第六型       | 第8座          | 1971年   | 1995年   | 白田邨 翠田樓 裕田樓                 | 昌田樓 盛田樓 瑞田樓               |                              |
| 白田邨   | 第六型       | 第17座         | 1971年   | 1994年   | 橫頭磡邨 麗安邨                      | 富田樓 澤田樓 白田社區綜合大樓     |                              |
| 元洲街邨 | 政府廉租屋   | 第1座          | 1970年   | 1994年   | 麗安邨                               | 元州邨                             |                              |
| 元洲街邨 | 政府廉租屋   | 第2座          | 1970年   | 1994年   | 麗安邨                               | 元州邨                             |                              |
| 元洲街邨 | 政府廉租屋   | 第3座          | 1970年   | 1994年   | 麗安邨                               | 元州邨                             |                              |
| 元洲街邨 | 政府廉租屋   | 第4座          | 1969年   | 2000年   | 元州邨                               | 元州邨                             |                              |
| 元洲街邨 | 政府廉租屋   | 第5座          | 1969年   | 2000年   | 元州邨                               | 元州邨                             |                              |
| 元洲街邨 | 政府廉租屋   | 第6座          | 1969年   | 2000年   | 元州邨                               | 元州邨                             |                              |
| 元洲街邨 | 政府廉租屋   | 第7座          | 1969年   | 2000年   | 元州邨                               | 元州邨                             |                              |
| 元洲街邨 | 政府廉租屋   | 第8座          | 1969年   | 1994年   | 麗安邨                               | 元州邨                             |                              |
| 長沙灣邨 | 政府廉租屋   | 第1座          | 1963年   | 2001年   | 富昌邨 元州邨 幸福邨                 | 麗翠苑                             |                              |
| 長沙灣邨 | 政府廉租屋   | 第2座          | 1963年   | 2001年   | 富昌邨 元州邨 幸福邨                 | 麗翠苑                             |                              |
| 長沙灣邨 | 政府廉租屋   | 第3座          | 1963年   | 2001年   | 富昌邨 元州邨 幸福邨                 | 麗翠苑                             |                              |
| 長沙灣邨 | 政府廉租屋   | 第4座          | 1963年   | 2001年   | 富昌邨 元州邨 幸福邨                 | 麗翠苑                             |                              |
| 長沙灣邨 | 政府廉租屋   | 第5座          | 1963年   | 2001年   | 富昌邨 元州邨 幸福邨                 | 麗翠苑                             |                              |
| 長沙灣邨 | 政府廉租屋   | 第6座          | 1963年   | 2001年   | 富昌邨 元州邨 幸福邨                 | 麗翠苑                             |                              |
| 長沙灣邨 | 政府廉租屋   | 第7座          | 1963年   | 2001年   | 富昌邨 元州邨 幸福邨                 | 麗翠苑                             |                              |
| 長沙灣邨 | 政府廉租屋   | 第8座          | 1963年   | 2001年   | 富昌邨 元州邨 幸福邨                 | 麗翠苑                             |                              |
| 長沙灣邨 | 政府廉租屋   | 第9座          | 1963年   | 2001年   | 富昌邨 元州邨 幸福邨                 | 麗翠苑                             |                              |
| 長沙灣邨 | 政府廉租屋   | 第10座         | 1963年   | 2001年   | 富昌邨 元州邨 幸福邨                 | 麗翠苑                             |                              |
| 長沙灣邨 | 政府廉租屋   | 第11座         | 1963年   | 2001年   | 富昌邨 元州邨 幸福邨                 | 麗翠苑                             |                              |
| 長沙灣邨 | 政府廉租屋   | 第12座         | 1963年   | 2001年   | 富昌邨 元州邨 幸福邨                 | 麗翠苑                             |                              |
| 長沙灣邨 | 政府廉租屋   | 第13座         | 1963年   | 2001年   | 富昌邨 元州邨 幸福邨                 | 麗翠苑                             |                              |
| 李鄭屋邨 | 第一型       | 第9座          | 1959年   | 1991年   | 李鄭屋邨 道德樓 禮讓樓 廉潔樓 和睦樓 | 漢花園                             | 因26座問題公屋醜聞而延遲清拆 |
| 李鄭屋邨 | 第一型       | 第11座         | 1956年   | 1991年   | 李鄭屋邨 道德樓 禮讓樓 廉潔樓 和睦樓 | 漢花園                             | 因26座問題公屋醜聞而延遲清拆 |
| 李鄭屋邨 | 第一型       | 第13座         | 1957年   | 1991年   | 李鄭屋邨 道德樓 禮讓樓 廉潔樓 和睦樓 | 李鄭屋遊樂場                       | 因26座問題公屋醜聞而延遲清拆 |
| 李鄭屋邨 | 第一型       | 第14座         | 1957年   | 1991年   | 李鄭屋邨 道德樓 禮讓樓 廉潔樓 和睦樓 | 李鄭屋遊樂場                       | 因26座問題公屋醜聞而延遲清拆 |
| 李鄭屋邨 | 第一型       | 第15座         | 1957年   | 1991年   | 李鄭屋邨 道德樓 禮讓樓 廉潔樓 和睦樓 | 李鄭屋遊樂場                       | 因26座問題公屋醜聞而延遲清拆 |
| 李鄭屋邨 | 第一型       | 第16座         | 1957年   | 1991年   | 李鄭屋邨 道德樓 禮讓樓 廉潔樓 和睦樓 | 李鄭屋遊樂場                       | 因26座問題公屋醜聞而延遲清拆 |

### 黃大仙區
| 屋邨名稱     | 樓宇類型            | 樓宇名稱                   | 落成年份    | 拆卸年份 | 安置屋邨                                           | 重建後原地所屬的樓宇                          | 備註                                                                                                 |
| ------------ | ------------------- | -------------------------- | ----------- | -------- | -------------------------------------------------- | --------------------------------------------- | --- |
| 黃大仙上邨   | 第一型 （獨立廚廁） | （黃大仙下邨）第8座 長欣樓 | 1957年      | 1997年   | 慈樂邨 黃大仙下邨                                  | 黃大仙廣場                                    | |
| 黃大仙上邨   | 政府廉租屋          | 第1座 長泰樓               | 1963-1964年 | 1997年   | 慈樂邨 黃大仙下邨                                  | 昭善樓 溢善樓 龍翔辦公大樓 黃大仙中心（北館） | |
| 黃大仙上邨   | 政府廉租屋          | 第2座 長麗樓               | 1963-1964年 | 1997年   | 慈樂邨 黃大仙下邨                                  | 昭善樓 溢善樓 龍翔辦公大樓 黃大仙中心（北館） | |
| 黃大仙上邨   | 政府廉租屋          | 第3座 長逸樓               | 1963-1964年 | 1997年   | 慈樂邨 黃大仙下邨                                  | 昭善樓 溢善樓 龍翔辦公大樓 黃大仙中心（北館） | |
| 黃大仙上邨   | 政府廉租屋          | 第4座 長悅樓               | 1963-1964年 | 1997年   | 慈樂邨 黃大仙下邨                                  | 倡善樓 啟善樓 達善樓 耀善樓 普善樓            | |
| 黃大仙上邨   | 政府廉租屋          | 第5座 長怡樓               | 1963-1964年 | 1997年   | 慈樂邨 黃大仙下邨                                  | 倡善樓 啟善樓 達善樓 耀善樓 普善樓            | |
| 黃大仙上邨   | 政府廉租屋          | 第6座 長滿樓               | 1963-1964年 | 1997年   | 慈樂邨 黃大仙下邨                                  | 倡善樓 啟善樓 達善樓 耀善樓 普善樓            | |
| 黃大仙上邨   | 政府廉租屋          | 第7座 長捷樓               | 1963-1964年 | 1997年   | 慈樂邨 黃大仙下邨                                  | 倡善樓 啟善樓 達善樓 耀善樓 普善樓            | |
| 黃大仙上邨   | 政府廉租屋          | 第8座 長澤樓               | 1963-1964年 | 1997年   | 慈樂邨 黃大仙下邨                                  | 倡善樓 啟善樓 達善樓 耀善樓 普善樓            | |
| 黃大仙上邨   | 政府廉租屋          | 第9座 長禧樓               | 1963-1964年 | 1997年   | 慈樂邨 黃大仙下邨                                  | 倡善樓 啟善樓 達善樓 耀善樓 普善樓            | |
| 黃大仙上邨   | 政府廉租屋          | 第10座 長和樓              | 1963-1964年 | 1997年   | 慈樂邨 黃大仙下邨                                  | 倡善樓 啟善樓 達善樓 耀善樓 普善樓            | |
| 黃大仙上邨   | 政府廉租屋          | 第11座 長偉樓              | 1963-1964年 | 1997年   | 慈樂邨 黃大仙下邨                                  | 倡善樓 啟善樓 達善樓 耀善樓 普善樓            | |
| 黃大仙上邨   | 政府廉租屋          | 第12座 長耀樓              | 1963-1964年 | 1997年   | 慈樂邨 黃大仙下邨                                  | 倡善樓 啟善樓 達善樓 耀善樓 普善樓            | |
| 黃大仙上邨   | 政府廉租屋          | 第14座 長慈樓              | 1963-1964年 | 2002年   | 黃大仙上邨 倡善樓 啟善樓 達善樓 耀善樓 普善樓      | 詠善樓                                        | |
| 黃大仙上邨   | 政府廉租屋          | 第15座 長頌樓              | 1963-1964年 | 2002年   | 黃大仙上邨 倡善樓 啟善樓 達善樓 耀善樓 普善樓      | 詠善樓                                        | |
| 黃大仙上邨   | 政府廉租屋          | 南座                       | 1965年      | 2002年   | 黃大仙上邨 倡善樓 啟善樓 達善樓 耀善樓 普善樓      | 黃大仙廣場                                    | |
| 黃大仙上邨   | 政府廉租屋          | 東座                       | 1965年      | 2002年   | 黃大仙上邨 倡善樓 啟善樓 達善樓 耀善樓 普善樓      | 臨時停車場                                    | |
| 黃大仙上邨   | 政府廉租屋          | 西座                       | 1965年      | 2002年   | 黃大仙上邨 倡善樓 啟善樓 達善樓 耀善樓 普善樓      | 「可悅居」過渡性房屋                          | |
| 黃大仙上邨   | 政府廉租屋          | 北座                       | 1965年      | 2002年   | 黃大仙上邨 倡善樓 啟善樓 達善樓 耀善樓 普善樓      | 港鐵緊急出口 永久停車場及旅遊巴士站           | |
| 黃大仙上邨   | 政府廉租屋          | 中座                       | 1965年      | 2002年   | 黃大仙上邨 倡善樓 啟善樓 達善樓 耀善樓 普善樓      | 臨時停車場                                    | |
| 黃大仙下邨   | 第一型              | 第15座                     | 1957年      | 1991年   | 東頭邨                                             | 龍智樓 龍慧樓 何鴻燊公園                      | 因「26座問題公屋」醜聞而延遲清拆                                                                     |
| 黃大仙下邨   | 第一型              | 第16座                     | 1957年      | 1989年   | 東頭邨                                             | 龍智樓 龍慧樓 何鴻燊公園                      | 因「26座問題公屋」醜聞而延遲清拆                                                                     |
| 黃大仙下邨   | 第一型              | 第17座                     | 1957年      | 1989年   | 東頭邨                                             | 龍智樓 龍慧樓 何鴻燊公園                      | 因「26座問題公屋」醜聞而延遲清拆                                                                     |
| 黃大仙下邨   | 第一型              | 第18座                     | 1957年      | 1991年   | 東頭邨                                             | 龍智樓 龍慧樓 何鴻燊公園                      | 因「26座問題公屋」醜聞而延遲清拆                                                                     |
| 黃大仙下邨   | 第一型              | 第19座                     | 1957年      | 1991年   | 東頭邨                                             | 龍智樓 龍慧樓 何鴻燊公園                      | 因「26座問題公屋」醜聞而延遲清拆                                                                     |
| 黃大仙下邨   | 改建第一型          | 第25座                     | 1957年      | 1990年   | 橫頭磡邨                                           | 龍澤樓                                        | 因「26座問題公屋」醜聞而延遲清拆                                                                     |
| 黃大仙下邨   | 第二型              | 第26座                     | 1961年      | 1990年   | 橫頭磡邨                                           | 龍滿樓 龍禧樓 龍和樓                          | 因「26座問題公屋」醜聞而延遲清拆                                                                     |
| 黃大仙下邨   | 第二型              | 第27座                     | 1961年      | 1990年   | 橫頭磡邨                                           | 龍滿樓 龍禧樓 龍和樓                          | 因「26座問題公屋」醜聞而延遲清拆                                                                     |
| 黃大仙下邨   | 第二型              | 第28座                     | 1961年      | 1990年   | 橫頭磡邨                                           | 龍滿樓 龍禧樓 龍和樓                          | 因「26座問題公屋」醜聞而延遲清拆                                                                     |
| 黃大仙下邨   | 第二型              | 第29座                     | 1961年      | 1990年   | 橫頭磡邨                                           | 龍滿樓 龍禧樓 龍和樓                          | 因「26座問題公屋」醜聞而延遲清拆                                                                     |
| 黃大仙下邨   | 第二型              | 第30座                     | 1961年      | 1990年   | 橫頭磡邨                                           | 龍昌樓 龍泰樓                                 | 因「26座問題公屋」醜聞而延遲清拆                                                                     |
| 黃大仙下邨   | 第二型              | 第31座                     | 1961年      | 1990年   | 橫頭磡邨                                           | 龍昌樓 龍泰樓                                 | 因「26座問題公屋」醜聞而延遲清拆                                                                     |
| 黃大仙下邨   | 第二型              | 第32座                     | 1961年      | 1990年   | 橫頭磡邨                                           | 龍昌樓 龍泰樓                                 | 因「26座問題公屋」醜聞而延遲清拆                                                                     |
| 樂富邨       | 第一型              | 第1座                      | 1957年      | 1990年   | 樂東樓 橫頭磡邨 東頭邨                             | 多層停車場                                    | 因「26座問題公屋」醜聞而延遲清拆                                                                     |
| 樂富邨       | 第一型              | 第2座                      | 1957年      | 1990年   | 樂東樓 橫頭磡邨 東頭邨                             | 多層停車場                                    | 因「26座問題公屋」醜聞而延遲清拆                                                                     |
| 樂富邨       | 第一型              | 第3座                      | 1957年      | 1990年   | 樂東樓 橫頭磡邨 東頭邨                             | 多層停車場                                    | 因「26座問題公屋」醜聞而延遲清拆                                                                     |
| 樂富邨       | 第一型              | 第4座                      | 1957年      | 1990年   | 樂東樓 橫頭磡邨 東頭邨                             | 樂翠樓                                        | 因「26座問題公屋」醜聞而延遲清拆                                                                     |
| 樂富邨       | 第一型 （獨立廚廁） | 第5座                      | 1957年      | 1990年   | 樂東樓 橫頭磡邨 東頭邨                             | 樂翠樓                                        | 因「26座問題公屋」醜聞而延遲清拆                                                                     |
| 樂富邨       | 改建第一型          | 第6座                      | 1957年      | 1990年   | 樂東樓 橫頭磡邨 東頭邨                             | 樂謙樓                                        | 因「26座問題公屋」醜聞而延遲清拆                                                                     |
| 樂富邨       | 改建第一型          | 第7座                      | 1957年      | 1990年   | 樂東樓 橫頭磡邨 東頭邨                             | 樂富公園                                      | 因「26座問題公屋」醜聞而延遲清拆                                                                     |
| 樂富邨       | 改建第一型          | 第8座                      | 1957年      | 1990年   | 樂東樓 橫頭磡邨 東頭邨                             | 樂富公園                                      | 因「26座問題公屋」醜聞而延遲清拆                                                                     |
| 樂富邨       | 第一型              | 第9座                      | 1957年      | 1991年   | 樂東樓 橫頭磡邨 東頭邨                             | 樂泰樓 樂民樓                                 | 因「26座問題公屋」醜聞而延遲清拆                                                                     |
| 樂富邨       | 第一型              | 第10座                     | 1957年      | 1991年   | 樂東樓 橫頭磡邨 東頭邨                             | 樂泰樓 樂民樓                                 | 因「26座問題公屋」醜聞而延遲清拆                                                                     |
| 樂富邨       | 改建第一型          | 第11座                     | 1957年      | 1991年   | 樂東樓 橫頭磡邨 東頭邨                             | 樂泰樓 樂民樓                                 | 因「26座問題公屋」醜聞而延遲清拆                                                                     |
| 樂富邨       | 第一型              | 第12座                     | 1957年      | 1991年   | 樂東樓 橫頭磡邨 東頭邨                             | 樂泰樓 樂民樓                                 | 因「26座問題公屋」醜聞而延遲清拆                                                                     |
| 樂富邨       | 第二型              | 第13座                     | 1961年      | 1989年   | 樂東樓 橫頭磡邨 東頭邨                             | 樂富遊樂場                                    | 因「26座問題公屋」醜聞而延遲清拆                                                                     |
| 樂富邨       | 第二型              | 第14座                     | 1961年      | 1989年   | 樂東樓 橫頭磡邨 東頭邨                             | 樂富遊樂場                                    | 因「26座問題公屋」醜聞而延遲清拆                                                                     |
| 樂富邨       | 第二型              | 第17座                     | 1961年      | 1994年   | 樂東樓 橫頭磡邨 東頭邨                             | 樂富廣場                                      | 因「26座問題公屋」醜聞而延遲清拆，居民於1989年遷出後，整座樓宇曾經是房委會的辦公室，直到1994年才清拆 |
| 樂富邨       | 第二型              | 第18座                     | 1961年      | 1989年   | 樂東樓 橫頭磡邨 東頭邨                             | 樂富遊樂場                                    | 因「26座問題公屋」醜聞而延遲清拆                                                                     |
| 樂富邨       | 改建第二型          | 第21座                     | 1961年      | 1996年   | 樂富邨 樂泰樓                                      | 康強苑                                        | |
| 橫頭磡邨     | 第二型              | 第17座                     | 1961年      | 1989年   | 橫頭磡邨 宏安樓 宏澤樓 宏顯樓 宏光樓 宏德樓 宏基樓 | 宏禮樓 宏耀樓 宏祖樓 宏偉樓                   | 因「26座問題公屋」醜聞而延遲清拆                                                                     |
| 橫頭磡邨     | 第二型              | 第18座                     | 1961年      | 1989年   | 橫頭磡邨 宏安樓 宏澤樓 宏顯樓 宏光樓 宏德樓 宏基樓 | 宏禮樓 宏耀樓 宏祖樓 宏偉樓                   | 因「26座問題公屋」醜聞而延遲清拆                                                                     |
| 橫頭磡邨     | 第二型              | 第19座                     | 1961年      | 1989年   | 橫頭磡邨 宏安樓 宏澤樓 宏顯樓 宏光樓 宏德樓 宏基樓 | 宏禮樓 宏耀樓 宏祖樓 宏偉樓                   | 因「26座問題公屋」醜聞而延遲清拆                                                                     |
| 橫頭磡邨     | 第二型              | 第20座                     | 1961年      | 1989年   | 橫頭磡邨 宏安樓 宏澤樓 宏顯樓 宏光樓 宏德樓 宏基樓 | 宏禮樓 宏耀樓 宏祖樓 宏偉樓                   | 因「26座問題公屋」醜聞而延遲清拆                                                                     |
| 橫頭磡邨     | 第二型              | 第23座                     | 1961年      | 1991年   | 橫頭磡邨 宏頌樓 宏孝樓 宏照樓 宏亮樓               | 德強苑 房委會客戶服務中心                     | 因「26座問題公屋」醜聞而延遲清拆                                                                     |
| 橫頭磡邨     | 第二型              | 第24座                     | 1961年      | 1991年   | 橫頭磡邨 宏頌樓 宏孝樓 宏照樓 宏亮樓               | 德強苑 房委會客戶服務中心                     | 因「26座問題公屋」醜聞而延遲清拆                                                                     |
| 東頭（一）邨 | 第四型              | 第22座                     | 1965年      | 保留     | 鳳德邨（原有居民）                                 | 東匯邨 匯智樓                                 | 原訂1992年拆卸，後改為大翻新，安裝鋼架加固， 最後於2012年封閉，2014年清拆                            |
| 東頭（一）邨 | 第四型              | 第23座                     | 1967年      | 2002年   | 黃大仙上邨                                         | 東匯邨 匯仁樓 匯心樓                          | |
| 沙田坳邨     | 政府廉租屋          | 第1座                      | 1968年      | 2002年   | 慈正邨                                             | 沙田坳邨                                      | |
| 沙田坳邨     | 政府廉租屋          | 第2座                      | 1968年      | 2002年   | 慈正邨                                             | 沙田坳邨                                      | |
| 慈安邨       | 第五型              | （慈雲山邨）第1座 安合樓   | 1971年      | 1995年   | 黃大仙下邨                                         | 慈樂邨 樂滿樓 樂合樓 服務設施大樓             | |
| 慈安邨       | 第五型              | （慈雲山邨）第2座 安喜樓   | 1971年      | 1995年   | 黃大仙下邨                                         | 慈樂邨 樂滿樓 樂合樓 服務設施大樓             | |
| 慈安邨       | 第五型              | （慈雲山邨）第3座 安民樓   | 1971年      | 1995年   | 黃大仙下邨                                         | 慈樂邨 樂滿樓 樂合樓 服務設施大樓             | |
| 慈安邨       | 第四型              | （慈雲山邨）第57座 安欣樓  | 1966年      | 1992年   | 鳳德邨                                             | 慈安苑安康閣 慈樂邨樂安樓 慈雲山中心          | |
| 慈安邨       | 第四型              | （慈雲山邨）第58座 安基樓  | 1965年      | 1992年   | 鳳德邨                                             | 慈安苑安康閣 慈樂邨樂安樓 慈雲山中心          | |
| 慈安邨       | 第四型              | （慈雲山邨）第59座 安宜樓  | 1965年      | 1992年   | 鳳德邨                                             | 慈安苑安康閣 慈樂邨樂安樓 慈雲山中心          | |
| 慈安邨       | 第四型              | （慈雲山邨）第60座 安家樓  | 1965年      | 1992年   | 鳳德邨                                             | 慈安苑安康閣 慈樂邨樂安樓 慈雲山中心          | |
| 慈樂邨       | 第三型              | （慈雲山邨）第4座 樂安樓   | 1965年      | 1992年   | 鳳德邨                                             | 樂誠樓 樂旺樓 樂仁樓 樂信樓                   | |
| 慈樂邨       | 第三型              | （慈雲山邨）第5座 樂裕樓   | 1964年      | 1992年   | 鳳德邨                                             | 樂誠樓 樂旺樓 樂仁樓 樂信樓                   | |
| 慈樂邨       | 第三型              | （慈雲山邨）第6座 樂偉樓   | 1964年      | 1992年   | 鳳德邨                                             | 樂誠樓 樂旺樓 樂仁樓 樂信樓                   | |
| 慈樂邨       | 第三型              | （慈雲山邨）第7座 樂業樓   | 1964年      | 1992年   | 鳳德邨                                             | 樂誠樓 樂旺樓 樂仁樓 樂信樓                   | |
| 慈樂邨       | 第三型              | （慈雲山邨）第8座 樂瑞樓   | 1964年      | 1992年   | 鳳德邨                                             | 樂誠樓 樂旺樓 樂仁樓 樂信樓                   | |
| 慈樂邨       | 第三型              | （慈雲山邨）第9座 樂滿樓   | 1965年      | 1992年   | 鳳德邨                                             | 樂誠樓 樂旺樓 樂仁樓 樂信樓                   | |
| 慈樂邨       | 第三型              | （慈雲山邨）第10座 樂合樓  | 1965年      | 1992年   | 鳳德邨                                             | 樂誠樓 樂旺樓 樂仁樓 樂信樓                   | |
| 慈樂邨       | 第三型              | （慈雲山邨）第11座 樂健樓  | 1965年      | 1992年   | 鳳德邨                                             | 樂誠樓 樂旺樓 樂仁樓 樂信樓                   | |
| 慈樂邨       | 第三型              | （慈雲山邨）第12座 樂誠樓  | 1965年      | 1992年   | 鳳德邨                                             | 樂誠樓 樂旺樓 樂仁樓 樂信樓                   | |
| 慈樂邨       | 第三型              | （慈雲山邨）第13座 樂信樓  | 1964年      | 1992年   | 鳳德邨                                             | 樂誠樓 樂旺樓 樂仁樓 樂信樓                   | |
| 慈樂邨       | 第三型              | （慈雲山邨）第14座 樂英樓  | 1964年      | 1992年   | 鳳德邨                                             | 樂誠樓 樂旺樓 樂仁樓 樂信樓                   | |
| 慈樂邨       | 第四型              | （慈雲山邨）第15座 樂仁樓  | 1965年      | 1992年   | 鳳德邨                                             | 樂誠樓 樂旺樓 樂仁樓 樂信樓                   | |
| 慈樂邨       | 第四型              | （慈雲山邨）第16座 樂旺樓  | 1965年      | 1992年   | 鳳德邨                                             | 樂誠樓 樂旺樓 樂仁樓 樂信樓                   | 安裝鋼架加固                                                                                         |
| 慈樂邨       | 第三型              | （慈雲山邨）第17座 樂天樓  | 1965年      | 1991年   | 東頭邨 黃大仙下邨                                  | 樂祥樓 樂天樓                                 | 早於1990年封閉，1991年5月搭棚拆卸                                                                    |
| 慈樂邨       | 第三型              | （慈雲山邨）第18座 樂輝樓  | 1965年      | 1991年   | 東頭邨 黃大仙下邨                                  | 樂祥樓 樂天樓                                 | 早於1990年封閉，1991年5月搭棚拆卸                                                                    |
| 慈樂邨       | 第三型              | （慈雲山邨）第19座 樂美樓  | 1965年      | 1991年   | 東頭邨 黃大仙下邨                                  | 樂祥樓 樂天樓                                 | 安裝鋼架加固；早於1990年封閉，1991年5月搭棚拆卸                                                      |
| 慈樂邨       | 第三型              | （慈雲山邨）第20座 樂奐樓  | 1965年      | 1991年   | 東頭邨 黃大仙下邨                                  | 樂祥樓 樂天樓                                 | 安裝鋼架加固；早於1990年封閉，1991年5月搭棚拆卸                                                      |
| 慈樂邨       | 第三型              | （慈雲山邨）第21座 樂喜樓  | 1965年      | 1991年   | 東頭邨 黃大仙下邨                                  | 樂祥樓 樂天樓                                 | 早於1990年封閉，1991年5月搭棚拆卸                                                                    |
| 慈樂邨       | 第三型              | （慈雲山邨）第22座 樂悅樓  | 1964年      | 1991年   | 東頭邨 黃大仙下邨                                  | 樂祥樓 樂天樓                                 | 早於1990年封閉，1991年5月搭棚拆卸                                                                    |
| 慈樂邨       | 第三型              | （慈雲山邨）第23座 樂和樓  | 1964年      | 1991年   | 東頭邨 黃大仙下邨                                  | 樂祥樓 樂天樓                                 | 早於1990年封閉，1991年5月搭棚拆卸                                                                    |
| 慈樂邨       | 第三型              | （慈雲山邨）第24座 樂平樓  | 1964年      | 1993年   | 東頭邨 天耀邨 天瑞邨                               | 慈愛苑                                        | |
| 慈樂邨       | 第三型              | （慈雲山邨）第25座 樂民樓  | 1964年      | 1993年   | 東頭邨 天耀邨 天瑞邨                               | 慈愛苑                                        | |
| 慈樂邨       | 第三型              | （慈雲山邨）第26座 樂康樓  | 1964年      | 1993年   | 東頭邨 天耀邨 天瑞邨                               | 慈愛苑                                        | |
| 慈樂邨       | 第三型              | （慈雲山邨）第27座 樂祥樓  | 1964年      | 1993年   | 東頭邨 天耀邨 天瑞邨                               | 慈愛苑                                        | |
| 慈樂邨       | 第三型              | （慈雲山邨）第28座 樂泰樓  | 1964年      | 1993年   | 東頭邨 天耀邨 天瑞邨                               | 慈愛苑                                        | |
| 慈樂邨       | 第三型              | （慈雲山邨）第29座 樂公樓  | 1964年      | 1993年   | 東頭邨 天耀邨 天瑞邨                               | 慈愛苑                                        | |
| 慈樂邨       | 第三型              | （慈雲山邨）第30座 樂正樓  | 1964年      | 1993年   | 東頭邨 天耀邨 天瑞邨                               | 慈愛苑                                        | |
| 慈樂邨       | 第三型              | （慈雲山邨）第31座 樂賢樓  | 1964年      | 1993年   | 東頭邨 天耀邨 天瑞邨                               | 慈愛苑                                        | |
| 慈樂邨       | 第三型              | （慈雲山邨）第32座 樂明樓  | 1964年      | 1993年   | 東頭邨 天耀邨 天瑞邨                               | 慈愛苑                                        | |
| 慈愛邨       | 第三型              | （慈雲山邨）第33座 愛富樓  | 1964年      | 1996年   | 慈正邨                                             | 慈愛苑                                        | |
| 慈愛邨       | 第三型              | （慈雲山邨）第34座 愛裕樓  | 1964年      | 1996年   | 慈正邨                                             | 慈愛苑                                        | |
| 慈愛邨       | 第三型              | （慈雲山邨）第35座 愛榮樓  | 1964年      | 1996年   | 慈正邨                                             | 慈愛苑                                        | |
| 慈愛邨       | 第三型              | （慈雲山邨）第36座 愛華樓  | 1964年      | 1996年   | 慈正邨                                             | 慈愛苑                                        | |
| 慈愛邨       | 第三型              | （慈雲山邨）第37座 愛福樓  | 1964年      | 1996年   | 慈正邨                                             | 慈愛苑                                        | |
| 慈愛邨       | 第三型              | （慈雲山邨）第38座 愛盛樓  | 1964年      | 1996年   | 慈正邨                                             | 慈愛苑                                        | |
| 慈愛邨       | 第三型              | （慈雲山邨）第39座 愛康樓  | 1964年      | 1996年   | 慈正邨                                             | 慈愛苑                                        | |
| 慈愛邨       | 第三型              | （慈雲山邨）第42座 愛善樓  | 1966年      | 1992年   | 東頭邨 鳳德邨                                      | 慈正邨 正和樓 正怡樓 正泰樓                   | |
| 慈愛邨       | 第四型              | （慈雲山邨）第43座 愛聰樓  | 1967年      | 1995年   | 慈樂邨                                             | 慈正邨 正和樓 正怡樓 正泰樓                   | |
| 慈愛邨       | 第四型              | （慈雲山邨）第44座 愛慧樓  | 1967年      | 1995年   | 慈樂邨                                             | 慈正邨 正和樓 正怡樓 正泰樓                   | |
| 慈愛邨       | 第三型              | （慈雲山邨）第45座 愛賢樓  | 1965年      | 1992年   | 東頭邨 鳳德邨                                      | 慈正邨 正暉樓                                 | |
| 慈愛邨       | 第三型              | （慈雲山邨）第46座 愛達樓  | 1965年      | 1992年   | 東頭邨 鳳德邨                                      | 慈正邨 正暉樓                                 | |
| 慈愛邨       | 第四型              | （慈雲山邨）第47座 愛勤樓  | 1966年      | 1992年   | 東頭邨 鳳德邨                                      | 慈正邨 正暉樓                                 | 安裝鋼架加固                                                                                         |
| 慈正邨       | 第四型              | （慈雲山邨）第48座 正怡樓  | 1966年      | 1996年   | 正暉樓 正安樓 正康樓                               | 正旭樓 正明樓 正遠樓 服務設施大樓             | |
| 慈正邨       | 第四型              | （慈雲山邨）第49座 正泰樓  | 1966年      | 1996年   | 正暉樓 正安樓 正康樓                               | 正旭樓 正明樓 正遠樓 服務設施大樓             | |
| 慈正邨       | 第四型              | （慈雲山邨）第50座 正明樓  | 1966年      | 1996年   | 正暉樓 正安樓 正康樓                               | 正旭樓 正明樓 正遠樓 服務設施大樓             | |
| 慈正邨       | 第四型              | （慈雲山邨）第51座 正遠樓  | 1966年      | 1996年   | 正暉樓 正安樓 正康樓                               | 正旭樓 正明樓 正遠樓 服務設施大樓             | |
| 慈正邨       | 第四型              | （慈雲山邨）第52座 正安樓  | 1967年      | 1991年   | 東頭邨                                             | 正安樓 正康樓                                 | 早於1990年封閉，1991年初清拆                                                                         |
| 慈正邨       | 第六型              | （慈雲山邨）第53座 正康樓  | 1971年      | 1991年   | 東頭邨                                             | 正安樓 正康樓                                 | 早於1990年封閉，1991年初清拆                                                                         |
| 慈民邨       | 第五型              | （慈雲山邨）第66座 民俊樓  | 1969年      | 1997年   | （同一屋邨） 慈樂邨 黃大仙下邨                     | 慈康邨                                        | |

### 觀塘區
| 屋邨名稱           | 樓宇類型            | 樓宇名稱 | 落成年份 | 拆卸年份 | 安置屋邨                                    | 重建後原地所屬的樓宇                                   | 備註 |
| ------------------ | ------------------- | -------- | -------- | -------- | ------------------------------------------- | ------------------------------------------------------ | --- |
| 佐敦谷邨           | 第一型              | 第1座    | 1960年   | 1990年   | 彩霞邨                                      | 佐敦谷游泳池                                           | 因「26座問題公屋」醜聞而延遲清拆 |
| 佐敦谷邨           | 第一型              | 第2座    | 1960年   | 1990年   | 彩霞邨                                      | 佐敦谷游泳池                                           | 因「26座問題公屋」醜聞而延遲清拆 |
| 佐敦谷邨           | 改建第一型          | 第3座    | 1960年   | 1996年   | 秀茂坪邨 雲漢邨                             | 佐敦谷遊樂場                                           | |
| 佐敦谷邨           | 第一型 （獨立廚廁） | 第4座    | 1960年   | 1996年   | 秀茂坪邨 雲漢邨                             | 佐敦谷遊樂場                                           | |
| 佐敦谷邨           | 第一型 （獨立廚廁） | 第5座    | 1960年   | 1996年   | 秀茂坪邨 雲漢邨                             | 佐敦谷遊樂場                                           | |
| 佐敦谷邨           | 第一型              | 第6座    | 1960年   | 1991年   | 彩霞邨                                      | 佐敦谷游泳池                                           | 因「26座問題公屋」醜聞而延遲清拆 |
| 佐敦谷邨           | 第一型              | 第7座    | 1960年   | 1991年   | 彩霞邨                                      | 佐敦谷游泳池                                           | 因「26座問題公屋」醜聞而延遲清拆 |
| 佐敦谷邨           | 第一型              | 第8座    | 1960年   | 1991年   | 彩霞邨                                      | 佐敦谷游泳池                                           | 因「26座問題公屋」醜聞而延遲清拆 |
| 佐敦谷邨           | 改建第一型          | 第9座    | 1960年   | 1991年   | 彩霞邨                                      | 佐敦谷遊樂場                                           | |
| 佐敦谷邨           | 改建第一型          | 第10座   | 1960年   | 1991年   | 彩霞邨                                      | 佐敦谷遊樂場                                           | 因「26座問題公屋」醜聞而延遲清拆 |
| 佐敦谷邨           | 第一型              | 第11座   | 1960年   | 1991年   | 彩霞邨                                      | 佐敦谷遊樂場                                           | 因「26座問題公屋」醜聞而延遲清拆 |
| 佐敦谷邨           | 第一型              | 第12座   | 1960年   | 1991年   | 彩霞邨                                      | 佐敦谷遊樂場                                           | 因「26座問題公屋」醜聞而延遲清拆 |
| 佐敦谷邨           | 第一型              | 第13座   | 1960年   | 1991年   | 彩霞邨                                      | 佐敦谷遊樂場                                           | 因「26座問題公屋」醜聞而延遲清拆 |
| 佐敦谷邨           | 第一型              | 第14座   | 1960年   | 1991年   | 彩霞邨                                      | 佐敦谷遊樂場                                           | 因「26座問題公屋」醜聞而延遲清拆 |
| 佐敦谷邨           | 第一型              | 第15座   | 1960年   | 1991年   | 彩霞邨                                      | 佐敦谷北道                                             | 因「26座問題公屋」醜聞而延遲清拆 |
| 佐敦谷邨           | 第一型              | 第16座   | 1960年   | 1991年   | 彩霞邨                                      | 佐敦谷北道                                             | 因「26座問題公屋」醜聞而延遲清拆 |
| 觀塘（翠屏道）邨   | 第一型              | 第1座    | 1957年   | 1991年   | 翠屏南邨 翠松樓 翠桐樓                      | 翠屏北邨 翠樟樓                                        | 因「26座問題公屋」醜聞而延遲清拆 |
| 觀塘（翠屏道）邨   | 第一型              | 第7座    | 1956年   | 1990年   | 翠屏北邨 翠柏樓 翠桉樓 翠榆樓 翠梅樓        | 寶珮苑                                                 | 因「26座問題公屋」醜聞而延遲清拆 |
| 觀塘（翠屏道）邨   | 第一型              | 第8座    | 1956年   | 1990年   | 翠屏北邨 翠柏樓 翠桉樓 翠榆樓 翠梅樓        | 寶珮苑                                                 | 因「26座問題公屋」醜聞而延遲清拆 |
| 觀塘（翠屏道）邨   | 第一型              | 第9座    | 1956年   | 1990年   | 翠屏北邨 翠柏樓 翠桉樓 翠榆樓 翠梅樓        | 寶珮苑                                                 | 因「26座問題公屋」醜聞而延遲清拆 |
| 觀塘（翠屏道）邨   | 第一型              | 第10座   | 1958年   | 1990年   | 翠屏北邨 翠柏樓 翠桉樓 翠榆樓 翠梅樓        | 寶珮苑                                                 | 因「26座問題公屋」醜聞而延遲清拆 |
| 觀塘（翠屏道）邨   | 第一型              | 第11座   | 1957年   | 1990年   | 翠屏北邨 翠柏樓 翠桉樓 翠榆樓 翠梅樓        | 翠楣樓                                                 | 因「26座問題公屋」醜聞而延遲清拆 |
| 觀塘（翠屏道）邨   | 第一型              | 第20座   | 1955年   | 1991年   | 翠屏南邨 翠松樓 翠桐樓                      | 翠屏南邨 翠樂樓 翠杭樓 翠杏樓 翠榮樓                   | 因「26座問題公屋」醜聞而延遲清拆 |
| 觀塘（翠屏道）邨   | 第一型              | 第21座   | 1955年   | 1991年   | 翠屏南邨 翠松樓 翠桐樓                      | 翠屏南邨 翠樂樓 翠杭樓 翠杏樓 翠榮樓                   | 因「26座問題公屋」醜聞而延遲清拆 |
| 觀塘（翠屏道）邨   | 第一型              | 第22座   | 1955年   | 1991年   | 翠屏南邨 翠松樓 翠桐樓                      | 翠屏南邨 翠樂樓 翠杭樓 翠杏樓 翠榮樓                   | 因「26座問題公屋」醜聞而延遲清拆 |
| 觀塘（翠屏道）邨   | 第一型              | 第23座   | 1955年   | 1991年   | 翠屏南邨 翠松樓 翠桐樓                      | 翠屏南邨 翠樂樓 翠杭樓 翠杏樓 翠榮樓                   | 因「26座問題公屋」醜聞而延遲清拆 |
| 觀塘（鯉魚門道）邨 | 政府廉租屋          | 第1座    | 1962年   | 1997年   | 啟田邨 翠屏南邨                             | 鯉安苑                                                 | |
| 觀塘（鯉魚門道）邨 | 政府廉租屋          | 第2座    | 1962年   | 1997年   | 啟田邨 翠屏南邨                             | 鯉安苑                                                 | |
| 觀塘（鯉魚門道）邨 | 政府廉租屋          | 第3座    | 1962年   | 1997年   | 啟田邨 翠屏南邨                             | 鯉安苑                                                 | |
| 觀塘（鯉魚門道）邨 | 政府廉租屋          | 第4座    | 1962年   | 1997年   | 啟田邨 翠屏南邨                             | 鯉安苑                                                 | |
| 觀塘（鯉魚門道）邨 | 政府廉租屋          | 第5座    | 1962年   | 1997年   | 啟田邨 翠屏南邨                             | 鯉安苑                                                 | |
| 觀塘（鯉魚門道）邨 | 政府廉租屋          | 第6座    | 1962年   | 1997年   | 啟田邨 翠屏南邨                             | 鯉安苑                                                 | |
| 觀塘（鯉魚門道）邨 | 政府廉租屋          | 第7座    | 1962年   | 1997年   | 啟田邨 翠屏南邨                             | 鯉安苑                                                 | |
| 油塘邨             | 第三型              | 第1座    | 1964年   | 1997年   | 翠屏南邨 啟田邨                             | 美塘樓 油翠苑 沃美閣                                   | |
| 油塘邨             | 第三型              | 第2座    | 1964年   | 1997年   | 翠屏南邨 啟田邨                             | 美塘樓 油翠苑 沃美閣                                   | |
| 油塘邨             | 第三型              | 第3座    | 1964年   | 1997年   | 翠屏南邨 啟田邨                             | 美塘樓 油翠苑 沃美閣                                   | |
| 油塘邨             | 第三型              | 第4座    | 1964年   | 1997年   | 翠屏南邨 啟田邨                             | 福建中學附屬學校                                       | |
| 油塘邨             | 第三型              | 第5座    | 1964年   | 1997年   | 翠屏南邨 啟田邨                             | 油翠苑 漾美閣                                          | |
| 油塘邨             | 第三型              | 第6座    | 1964年   | 1997年   | 翠屏南邨 啟田邨                             | 油翠苑 漾美閣                                          | |
| 油塘邨             | 第三型              | 第7座    | 1964年   | 1997年   | 翠屏南邨 啟田邨                             | 華塘樓                                                 | |
| 油塘邨             | 第三型              | 第8座    | 1964年   | 1997年   | 翠屏南邨 啟田邨                             | 油翠苑 溢美閣                                          | |
| 油塘邨             | 第三型              | 第9座    | 1964年   | 1997年   | 翠屏南邨 啟田邨                             | 油翠苑 溢美閣                                          | |
| 油塘邨             | 第三型              | 第11座   | 1965年   | 1997年   | 翠屏南邨 啟田邨                             | 榮塘樓 華塘樓 油翠苑 泳美閣 聖道學校                   | |
| 油塘邨             | 第三型              | 第12座   | 1965年   | 1997年   | 翠屏南邨 啟田邨                             | 榮塘樓 華塘樓 油翠苑 泳美閣 聖道學校                   | |
| 油塘邨             | 第三型              | 第14座   | 1965年   | 1997年   | 翠屏南邨 啟田邨                             | 榮塘樓 華塘樓 油翠苑 泳美閣 聖道學校                   | |
| 油塘邨             | 第三型              | 第15座   | 1965年   | 1997年   | 翠屏南邨 啟田邨                             | 榮塘樓 華塘樓 油翠苑 泳美閣 聖道學校                   | |
| 油塘邨             | 第三型              | 第16座   | 1965年   | 1997年   | 翠屏南邨 啟田邨                             | 天主教普照中學                                         | |
| 油塘邨             | 第三型              | 第17座   | 1965年   | 1994年   | 高怡邨                                      | 大本型                                                 | |
| 油塘邨             | 第三型              | 第19座   | 1965年   | 1994年   | 高怡邨                                      | 大本型                                                 | |
| 油塘邨             | 第三型              | 第20座   | 1965年   | 1994年   | 高怡邨                                      | 大本型                                                 | |
| 油塘邨             | 第三型              | 第21座   | 1965年   | 1994年   | 高怡邨                                      | 油美苑 鯉魚門廣場                                      | |
| 油塘邨             | 第六型              | 第22座   | 1971年   | 1993年   | 德田邨 景林邨                               | 富塘樓 貴塘樓                                          | |
| 油塘邨             | 第六型              | 第23座   | 1971年   | 1993年   | 德田邨 景林邨                               | 富塘樓 貴塘樓                                          | |
| 油塘邨             | 第六型              | 第24座   | 1971年   | 1993年   | 德田邨 景林邨                               | 油美苑 鯉魚門廣場                                      | |
| 油塘邨             | 第六型              | 第25座   | 1971年   | 1993年   | 德田邨 景林邨                               | 油美苑 鯉魚門廣場                                      | |
| 油塘邨             | 第六型              | 第26座   | 1971年   | 1993年   | 德田邨 景林邨                               | 油美苑 鯉魚門廣場                                      | |
| 秀茂坪邨           | 第三型              | 第1座    | 1964年   | 1992年   | 翠屏南邨 天耀邨 東頭邨 德田邨 廣源邨 景林邨 | 曉麗苑                                                 | 重建前為秀茂坪（四）邨 |
| 秀茂坪邨           | 第三型              | 第2座    | 1964年   | 1992年   | 翠屏南邨 天耀邨 東頭邨 德田邨 廣源邨 景林邨 | 曉麗苑                                                 | 重建前為秀茂坪（四）邨 |
| 秀茂坪邨           | 第三型              | 第3座    | 1964年   | 1992年   | 翠屏南邨 天耀邨 東頭邨 德田邨 廣源邨 景林邨 | 曉麗苑                                                 | 重建前為秀茂坪（四）邨 |
| 秀茂坪邨           | 第三型              | 第4座    | 1964年   | 1992年   | 翠屏南邨 天耀邨 東頭邨 德田邨 廣源邨 景林邨 | 曉麗苑                                                 | 重建前為秀茂坪（四）邨 |
| 秀茂坪邨           | 第三型              | 第5座    | 1964年   | 1992年   | 翠屏南邨 天耀邨 東頭邨 德田邨 廣源邨 景林邨 | 曉麗苑                                                 | 重建前為秀茂坪（四）邨 |
| 秀茂坪邨           | 第三型              | 第6座    | 1964年   | 1992年   | 翠屏南邨 天耀邨 東頭邨 德田邨 廣源邨 景林邨 | 曉麗苑                                                 | 重建前為秀茂坪（四）邨 |
| 秀茂坪邨           | 第三型              | 第7座    | 1964年   | 1992年   | 翠屏南邨 天耀邨 東頭邨 德田邨 廣源邨 景林邨 | 曉麗苑                                                 | 重建前為秀茂坪（四）邨 |
| 秀茂坪邨           | 第三型              | 第8座    | 1964年   | 1992年   | 翠屏南邨 天耀邨 東頭邨 德田邨 廣源邨 景林邨 | 曉麗苑                                                 | 重建前為秀茂坪（四）邨 |
| 秀茂坪邨           | 第三型              | 第9座    | 1965年   | 1992年   | 翠屏南邨 天耀邨 東頭邨 德田邨 廣源邨 景林邨 | 曉麗苑                                                 | 重建前為秀茂坪（四）邨 |
| 秀茂坪邨           | 第三型              | 第10座   | 1965年   | 1992年   | 翠屏南邨 天耀邨 東頭邨 德田邨 廣源邨 景林邨 | 曉麗苑                                                 | 重建前為秀茂坪（四）邨 |
| 秀茂坪邨           | 第三型              | 第11座   | 1966年   | 1992年   | 翠屏南邨 天耀邨 東頭邨 德田邨 廣源邨 景林邨 | 曉麗苑                                                 | 重建前為秀茂坪（四）邨 |
| 秀茂坪邨           | 第三型              | 第12座   | 1965年   | 1992年   | 翠屏南邨 天耀邨 東頭邨 德田邨 廣源邨 景林邨 | 曉麗苑                                                 | 重建前為秀茂坪（四）邨 |
| 秀茂坪邨           | 第三型              | 第13座   | 1966年   | 1992年   | 翠屏南邨 天耀邨 東頭邨 德田邨 廣源邨 景林邨 | 曉麗苑                                                 | 重建前為秀茂坪（四）邨 |
| 秀茂坪邨           | 第三型              | 第14座   | 1966年   | 1992年   | 翠屏南邨 天耀邨 東頭邨 德田邨 廣源邨 景林邨 | 曉麗苑                                                 | 重建前為秀茂坪（四）邨 |
| 秀茂坪邨           | 第三型              | 第15座   | 1965年   | 1992年   | 翠屏南邨 天耀邨 東頭邨 德田邨 廣源邨 景林邨 | 曉麗苑                                                 | 重建前為秀茂坪（四）邨 |
| 秀茂坪邨           | 第三型              | 第16座   | 1966年   | 1992年   | 翠屏南邨 天耀邨 東頭邨 德田邨 廣源邨 景林邨 | 曉麗苑                                                 | 重建前為秀茂坪（四）邨 |
| 秀茂坪邨           | 第三型              | 第17座   | 1966年   | 1992年   | 翠屏南邨 天耀邨 東頭邨 德田邨 廣源邨 景林邨 | 曉麗苑                                                 | 重建前為秀茂坪（四）邨 |
| 秀茂坪邨           | 第五型              | 第19座   | 1969年   | 2003年   | 寶達邨                                      | 觀塘官立小學（秀明道）                                 | 重建前為秀茂坪（一）邨 原訂重建為居屋，因孫九招而被腰斬                                                                                           |
| 秀茂坪邨           | 第五型              | 第20座   | 1969年   | 2003年   | 寶達邨                                      | 觀塘官立小學（秀明道）                                 | 重建前為秀茂坪（一）邨 原訂重建為居屋，因孫九招而被腰斬                                                                                           |
| 秀茂坪邨           | 第五型              | 第21座   | 1971年   | 2003年   | 寶達邨                                      | 秀茂坪南邨                                             | 重建前為秀茂坪（二）邨 |
| 秀茂坪邨           | 第五型              | 第22座   | 1971年   | 2003年   | 寶達邨                                      | 秀茂坪南邨                                             | 重建前為秀茂坪（二）邨 |
| 秀茂坪邨           | 第五型              | 第23座   | 1971年   | 2003年   | 寶達邨                                      | 秀茂坪南邨                                             | 重建前為秀茂坪（二）邨 |
| 秀茂坪邨           | 第五型              | 第24座   | 1971年   | 2003年   | 寶達邨                                      | 秀茂坪南邨                                             | 重建前為秀茂坪（二）邨 |
| 秀茂坪邨           | 第五型              | 第25座   | 1971年   | 2003年   | 寶達邨                                      | 秀茂坪南邨                                             | 重建前為秀茂坪（二）邨 |
| 秀茂坪邨           | 第五型              | 第27座   | 1968年   | 1990年   | 興田邨                                      | 秀富樓                                                 | 重建前為秀茂坪（一）邨 第26座是26座「問題公屋」之一，此座早於1988年封閉 由於第27座是與第26座相連 故第26及第27座一同於1990年清拆                   |
| 秀茂坪邨           | 第五型              | 第28座   | 1969年   | 1998年   | 秀茂坪邨 秀康樓 秀樂樓 翠屏南邨 慈樂邨      | 秀和樓 秀華樓 秀逸樓                                   | 重建前為秀茂坪（一）邨 |
| 秀茂坪邨           | 第五型              | 第29座   | 1969年   | 1998年   | 秀茂坪邨 秀康樓 秀樂樓 翠屏南邨 慈樂邨      | 秀和樓 秀華樓 秀逸樓                                   | 重建前為秀茂坪（一）邨 |
| 秀茂坪邨           | 第五型              | 第30座   | 1969年   | 1997年   | 秀茂坪邨 秀康樓 秀樂樓 翠屏南邨 慈樂邨      | 秀和樓 秀華樓 秀逸樓                                   | 重建前為秀茂坪（一）邨 |
| 秀茂坪邨           | 第五型              | 第31座   | 1968年   | 1998年   | 秀茂坪邨 秀康樓 秀樂樓 翠屏南邨 慈樂邨      | 秀和樓 秀華樓 秀逸樓                                   | 重建前為秀茂坪（一）邨 |
| 秀茂坪邨           | 第五型              | 第32座   | 1968年   | 1997年   | 秀茂坪邨 秀康樓 秀樂樓 翠屏南邨 慈樂邨      | 秀茂坪商場                                             | 重建前為秀茂坪（三）邨 |
| 秀茂坪邨           | 第五型              | 第33座   | 1968年   | 1997年   | 秀茂坪邨 秀康樓 秀樂樓 翠屏南邨 慈樂邨      | 秀茂坪商場                                             | 重建前為秀茂坪（三）邨 |
| 秀茂坪邨           | 第五型              | 第34座   | 1967年   | 1992年   | 德田邨                                      | 秀康樓                                                 | 重建前為秀茂坪（三）邨；早於1991年封閉，1992年中才拆卸                                                                                            |
| 秀茂坪邨           | 第五型              | 第35座   | 1967年   | 1998年   | 秀茂坪邨 秀康樓 秀樂樓 翠屏南邨 慈樂邨      | 秀雅樓 秀義樓                                          | 重建前為秀茂坪（三）邨 |
| 秀茂坪邨           | 第五型              | 第36座   | 1967年   | 1992年   | 德田邨                                      | 秀樂樓                                                 | 重建前為秀茂坪（三）邨；早於1991年封閉，1992年中才拆卸                                                                                            |
| 秀茂坪邨           | 第五型              | 第37座   | 1967年   | 2002年   | 寶達邨                                      | 秀明道公園                                             | 重建前為秀茂坪（三）邨 |
| 秀茂坪邨           | 第五型              | 第38座   | 1967年   | 2002年   | 寶達邨                                      | 秀明道公園                                             | 重建前為秀茂坪（三）邨 |
| 秀茂坪邨           | 第五型              | 第39座   | 1967年   | 2002年   | 寶達邨                                      | 秀明道公園                                             | 重建前為秀茂坪（三）邨 |
| 秀茂坪邨           | 第五型              | 第40座   | 1967年   | 2002年   | 寶達邨                                      | 秀明道公園                                             | 重建前為秀茂坪（三）邨 |
| 秀茂坪邨           | 第五型              | 第41座   | 1967年   | 2002年   | 寶達邨                                      | 秀明道公園                                             | 重建前為秀茂坪（三）邨 |
| 秀茂坪邨           | 第六型              | 第42座   | 1973年   | 1996年   | 秀茂坪邨 秀康樓 秀樂樓 翠屏南邨 慈樂邨      | 秀程樓 秀賢樓 秀緻樓 秀景樓 秀裕樓 秀暉樓 服務設施大樓 | 重建前為秀茂坪（二）邨 |
| 秀茂坪邨           | 第六型              | 第43座   | 1973年   | 1996年   | 秀茂坪邨 秀康樓 秀樂樓 翠屏南邨 慈樂邨      | 秀程樓 秀賢樓 秀緻樓 秀景樓 秀裕樓 秀暉樓 服務設施大樓 | 重建前為秀茂坪（二）邨 |
| 秀茂坪邨           | 第六型              | 第44座   | 1973年   | 1996年   | 秀茂坪邨 秀康樓 秀樂樓 翠屏南邨 慈樂邨      | 秀程樓 秀賢樓 秀緻樓 秀景樓 秀裕樓 秀暉樓 服務設施大樓 | 重建前為秀茂坪（二）邨 |
| 秀茂坪邨           | 第六型              | 第45座   | 1973年   | 1996年   | 秀茂坪邨 秀康樓 秀樂樓 翠屏南邨 慈樂邨      | 秀程樓 秀賢樓 秀緻樓 秀景樓 秀裕樓 秀暉樓 服務設施大樓 | 重建前為秀茂坪（二）邨 |
| 藍田邨             | 第四型              | 第1座    | 1966年   | 1999年   | 平田邨                                      | 藍田綜合大樓                                           | 重建前為藍田（一）邨 |
| 藍田邨             | 第四型              | 第2座    | 1967年   | 2000年   | 平田邨                                      | 聖公會德田李兆強小學                                   | 重建前為藍田（一）邨 |
| 藍田邨             | 第四型              | 第3座    | 1967年   | 2000年   | 平田邨                                      | 聖公會德田李兆強小學                                   | 重建前為藍田（一）邨 |
| 藍田邨             | 第四型              | 第4座    | 1967年   | 2000年   | 平田邨                                      | 藍田邨                                                 | 重建前為藍田（一）邨 |
| 藍田邨             | 第四型              | 第5座    | 1966年   | 2001年   | 油塘邨 德田邨                               | 藍田邨                                                 | 重建前為藍田（一）邨 |
| 藍田邨             | 第四型              | 第6座    | 1966年   | 2001年   | 油塘邨 德田邨                               | 藍田邨                                                 | 重建前為藍田（一）邨 |
| 藍田邨             | 第四型              | 第7座    | 1968年   | 1997年   | 啟田邨 平田邨                               | 康逸苑                                                 | 重建前為藍田（二）邨 |
| 藍田邨             | 第四型              | 第8座    | 1968年   | 1997年   | 啟田邨 平田邨                               | 康逸苑                                                 | 重建前為藍田（二）邨 |
| 藍田邨             | 第四型              | 第10座   | 1968年   | 1997年   | 啟田邨 平田邨                               | 康逸苑                                                 | 重建前為藍田（二）邨 |
| 藍田邨             | 第四型              | 第11座   | 1966年   | 1991年   | 德田邨                                      | 啟田邨 啟田商場（第一期）                              | 重建前為藍田（二）邨 第12座和第13座是「26座問題公屋」之一，早於1989年封閉 由於第11座和第14座與第12座和第13座相連 故第11座至第14座一同於1991年清拆 |
| 藍田邨             | 第四型              | 第14座   | 1966年   | 1991年   | 德田邨                                      | 啟田邨 啟田商場（第一期）                              | 重建前為藍田（二）邨 第12座和第13座是「26座問題公屋」之一，早於1989年封閉 由於第11座和第14座與第12座和第13座相連 故第11座至第14座一同於1991年清拆 |
| 藍田邨             | 第六型              | 第15座   | 1969年   | 1998年   | 平田邨                                      | 安田邨 啟田商場（新翼） 平田公共運輸交匯處             | 重建前為藍田（二）邨 其中一邊畫有彩龍壁畫 |
| 藍田邨             | 第六型              | 第16座   | 1972年   | 1994年   | 翠屏北邨                                    | 平田邨 平真樓 平善樓 平美樓 服務設施大樓               | 重建前為藍田（三）邨 第17座是「26座問題公屋」之一，早於1988年拆卸 惟與之相連的第16座、第18座未有同時拆卸                                          |
| 藍田邨             | 第六型              | 第18座   | 1972年   | 1994年   | 翠屏北邨                                    | 平田邨 平真樓 平善樓 平美樓 服務設施大樓               | 重建前為藍田（三）邨 第17座是「26座問題公屋」之一，早於1988年拆卸 惟與之相連的第16座、第18座未有同時拆卸                                          |
| 藍田邨             | 第六型              | 第19座   | 1972年   | 1993年   | 廣田邨                                      | 平田邨 平真樓 平善樓 平美樓 服務設施大樓               | 重建前為藍田（三）邨 第17座是「26座問題公屋」之一，早於1988年拆卸 惟與之相連的第16座、第18座未有同時拆卸                                          |
| 藍田邨             | 第六型              | 第20座   | 1972年   | 1991年   | 德田邨                                      | 聖公會李兆強小學                                       | 重建前為藍田（三）邨 第17座是「26座問題公屋」之一，早於1988年拆卸 惟與之相連的第16座、第18座未有同時拆卸                                          |
| 藍田邨             | 第六型              | 第21座   | 1974年   | 1993年   | 德田邨 廣田邨                               | 平田邨 平信樓 平仁樓 平旺樓 平誠樓                     | 重建前為藍田（三）邨 第17座是「26座問題公屋」之一，早於1988年拆卸 惟與之相連的第16座、第18座未有同時拆卸                                          |
| 藍田邨             | 第六型              | 第22座   | 1974年   | 1993年   | 德田邨 廣田邨                               | 平田邨 平信樓 平仁樓 平旺樓 平誠樓                     | 重建前為藍田（三）邨 第17座是「26座問題公屋」之一，早於1988年拆卸 惟與之相連的第16座、第18座未有同時拆卸                                          |
| 藍田邨             | 第六型              | 第23座   | 1974年   | 1993年   | 德田邨 廣田邨                               | 平田邨 平信樓 平仁樓 平旺樓 平誠樓                     | 重建前為藍田（三）邨 第17座是「26座問題公屋」之一，早於1988年拆卸 惟與之相連的第16座、第18座未有同時拆卸                                          |
| 藍田邨             | 第六型              | 第24座   | 1974年   | 1993年   | 德田邨 廣田邨                               | 平田邨 平信樓 平仁樓 平旺樓 平誠樓                     | 重建前為藍田（三）邨 第17座是「26座問題公屋」之一，早於1988年拆卸 惟與之相連的第16座、第18座未有同時拆卸                                          |
| 牛頭角上邨         | 政府廉租屋          | 第1座    | 1968 年  | 2003年   | 牛頭角上邨 常逸樓 常滿樓 常悅樓             | 常興樓 常盛樓 常富樓 常榮樓 常康樓 常泰樓              | |
| 牛頭角上邨         | 政府廉租屋          | 第2座    | 1967年   | 2003年   | 牛頭角上邨 常逸樓 常滿樓 常悅樓             | 常興樓 常盛樓 常富樓 常榮樓 常康樓 常泰樓              | |
| 牛頭角上邨         | 政府廉租屋          | 第3座    | 1968年   | 2003年   | 牛頭角上邨 常逸樓 常滿樓 常悅樓             | 常興樓 常盛樓 常富樓 常榮樓 常康樓 常泰樓              | |
| 牛頭角上邨         | 政府廉租屋          | 第4座    | 1967年   | 2003年   | 牛頭角上邨 常逸樓 常滿樓 常悅樓             | 常興樓 常盛樓 常富樓 常榮樓 常康樓 常泰樓              | |
| 牛頭角上邨         | 政府廉租屋          | 第5座    | 1967年   | 2003年   | 牛頭角上邨 常逸樓 常滿樓 常悅樓             | 常興樓 常盛樓 常富樓 常榮樓 常康樓 常泰樓              | |
| 牛頭角上邨         | 政府廉租屋          | 第9座    | 1967年   | 1998年   | 翠屏南邨 雲漢邨                             | 常逸樓 常滿樓 常悅樓                                   | |
| 牛頭角上邨         | 政府廉租屋          | 第10座   | 1967年   | 1998年   | 翠屏南邨 雲漢邨                             | 常逸樓 常滿樓 常悅樓                                   | |
| 牛頭角上邨         | 政府廉租屋          | 第11座   | 1967年   | 1998年   | 翠屏南邨 雲漢邨                             | 常逸樓 常滿樓 常悅樓                                   | |
| 牛頭角上邨         | 政府廉租屋          | 第12座   | 1967年   | 1998年   | 翠屏南邨 雲漢邨                             | 常逸樓 常滿樓 常悅樓                                   | |
| 牛頭角下邨         | 第五型              | 第1座    | 1967年   | 2003年   | 油塘邨 鯉魚門邨 秀茂坪邨                    | 牛頭角下邨公園                                         | 重建前為牛頭角下邨（一區） |
| 牛頭角下邨         | 第四型              | 第2座    | 1967年   | 2003年   | 油塘邨 鯉魚門邨 秀茂坪邨                    | 貴亮樓 貴月樓 貴顯樓 貴新樓 貴輝樓                     | 重建前為牛頭角下邨（一區） |
| 牛頭角下邨         | 第四型              | 第3座    | 1967年   | 2003年   | 油塘邨 鯉魚門邨 秀茂坪邨                    | 貴亮樓 貴月樓 貴顯樓 貴新樓 貴輝樓                     | 重建前為牛頭角下邨（一區） |
| 牛頭角下邨         | 第五型              | 第4座    | 1968年   | 2003年   | 油塘邨 鯉魚門邨 秀茂坪邨                    | 貴亮樓 貴月樓 貴顯樓 貴新樓 貴輝樓                     | 重建前為牛頭角下邨（一區） |
| 牛頭角下邨         | 第五型              | 第5座    | 1968年   | 2003年   | 油塘邨 鯉魚門邨 秀茂坪邨                    | 貴亮樓 貴月樓 貴顯樓 貴新樓 貴輝樓                     | 重建前為牛頭角下邨（一區） |
| 牛頭角下邨         | 第四型              | 第6座    | 1967年   | 2003年   | 油塘邨 鯉魚門邨 秀茂坪邨                    | 貴亮樓 貴月樓 貴顯樓 貴新樓 貴輝樓                     | 重建前為牛頭角下邨（一區） |
| 牛頭角下邨         | 第四型              | 第7座    | 1967年   | 2003年   | 油塘邨 鯉魚門邨 秀茂坪邨                    | 貴亮樓 貴月樓 貴顯樓 貴新樓 貴輝樓                     | 重建前為牛頭角下邨（一區） |
| 牛頭角下邨         | 第五型              | 第8座    | 1969年   | 2011年   | 牛頭角上邨 彩盈邨                           | 牛頭角公園                                             | 重建前為牛頭角下邨（二區） 早於2009年封閉 整體重建計劃中僅有以逐件鋸走方式拆卸的大廈                                                              |
| 牛頭角下邨         | 第五型              | 第9座    | 1969年   | 2011年   | 牛頭角上邨 彩盈邨                           | 牛頭角公園                                             | 重建前為牛頭角下邨（二區） 早於2009年封閉 整體重建計劃中僅有以逐件鋸走方式拆卸的大廈                                                              |
| 牛頭角下邨         | 第五型              | 第10座   | 1969年   | 2010年   | 牛頭角上邨 彩盈邨                           | 貴華樓                                                 | 重建前為牛頭角下邨（二區） 早於2009年封閉 整體重建計劃中僅有以逐件鋸走方式拆卸的大廈                                                              |
| 牛頭角下邨         | 第五型              | 第11座   | 1969年   | 2010年   | 牛頭角上邨 彩盈邨                           | 福淘街 東九文化中心                                    | 重建前為牛頭角下邨（二區） 早於2009年封閉 整體重建計劃中僅有以逐件鋸走方式拆卸的大廈                                                              |
| 牛頭角下邨         | 第五型              | 第12座   | 1969年   | 2011年   | 牛頭角上邨 彩盈邨                           | 東九文化中心                                           | 重建前為牛頭角下邨（二區） 早於2009年封閉 整體重建計劃中僅有以逐件鋸走方式拆卸的大廈                                                              |
| 牛頭角下邨         | 第五型              | 第13座   | 1967年   | 2011年   | 牛頭角上邨 彩盈邨                           | 東九文化中心                                           | 重建前為牛頭角下邨（二區） 早於2009年封閉，2011年11月才完成清拆 為整體重建計劃最後清拆的大廈                                                      |
| 牛頭角下邨         | 第五型              | 第14座   | 1967年   | 2011年   | 牛頭角上邨 彩盈邨                           | 東九文化中心                                           | 重建前為牛頭角下邨（二區） 早於2009年封閉 |
| 高超道邨           | 政府廉租屋          | 第1座    | 1973年   | 1997年   | 啟田邨 平田邨                               | 高翔苑                                                 | |
| 高超道邨           | 政府廉租屋          | 第1A座   | 1973年   | 1997年   | 啟田邨 平田邨                               | 高翔苑                                                 | |
| 高超道邨           | 政府廉租屋          | 第2座    | 1973年   | 1997年   | 啟田邨 平田邨                               | 高翔苑                                                 | |
| 高超道邨           | 政府廉租屋          | 第3座    | 1972年   | 1991年   | 德田邨                                      | 高怡邨                                                 | |
| 高超道邨           | 政府廉租屋          | 第4座    | 1972年   | 1991年   | 德田邨                                      | 高怡邨                                                 | |
| 高超道邨           | 政府廉租屋          | 第5座    | 1972年   | 1991年   | 德田邨                                      | 高怡邨                                                 | |
| 高超道邨           | 政府廉租屋          | 第6座    | 1972年   | 1991年   | 德田邨                                      | 高怡邨                                                 | |
| 高超道邨           | 政府廉租屋          | 第7座    | 1971年   | 1990年   | 順天邨 彩霞邨                               | 高俊苑                                                 | |
| 高超道邨           | 政府廉租屋          | 第8座    | 1971年   | 1990年   | 順天邨 彩霞邨                               | 高俊苑                                                 | |
| 高超道邨           | 政府廉租屋          | 第9座    | 1971年   | 1990年   | 順天邨 彩霞邨                               | 高俊苑                                                 | |
| 高超道邨           | 政府廉租屋          | 第10座   | 1971年   | 1990年   | 順天邨 彩霞邨                               | 高俊苑                                                 | |

### 葵青區
| 屋邨名稱 | 樓宇類型   | 樓宇名稱 | 落成年份      | 拆卸年份 | 安置屋邨                                           | 重建後原地所屬的樓宇                   | 備註 |
| -------- | ---------- | -------- | ------------- | -------- | -------------------------------------------------- | -------------------------------------- | --- |
| 葵涌邨   | 第三型     | 第1座    | 1964年-1965年 | 2000年   | 石籬邨 葵盛東邨                                    | 曉葵樓 旭葵樓 映葵樓 雅葵樓 逸葵樓     | 重建前為葵涌邨（二區） |
| 葵涌邨   | 第三型     | 第2座    | 1964年-1965年 | 2000年   | 石籬邨 葵盛東邨                                    | 曉葵樓 旭葵樓 映葵樓 雅葵樓 逸葵樓     | 重建前為葵涌邨（二區） |
| 葵涌邨   | 第三型     | 第3座    | 1964年-1965年 | 2000年   | 石籬邨 葵盛東邨                                    | 曉葵樓 旭葵樓 映葵樓 雅葵樓 逸葵樓     | 重建前為葵涌邨（二區） |
| 葵涌邨   | 第三型     | 第4座    | 1964年-1965年 | 2000年   | 石籬邨 葵盛東邨                                    | 曉葵樓 旭葵樓 映葵樓 雅葵樓 逸葵樓     | 重建前為葵涌邨（二區） |
| 葵涌邨   | 第三型     | 第5座    | 1964年-1965年 | 2000年   | 石籬邨 葵盛東邨                                    | 曉葵樓 旭葵樓 映葵樓 雅葵樓 逸葵樓     | 重建前為葵涌邨（一區） |
| 葵涌邨   | 第三型     | 第6座    | 1964年-1965年 | 2000年   | 石籬邨 葵盛東邨                                    | 曉葵樓 旭葵樓 映葵樓 雅葵樓 逸葵樓     | 重建前為葵涌邨（一區） |
| 葵涌邨   | 第三型     | 第7座    | 1964年-1965年 | 2000年   | 石籬邨 葵盛東邨                                    | 曉葵樓 旭葵樓 映葵樓 雅葵樓 逸葵樓     | 重建前為葵涌邨（一區） |
| 葵涌邨   | 第三型     | 第8座    | 1964年-1965年 | 2000年   | 石籬邨 葵盛東邨                                    | 曉葵樓 旭葵樓 映葵樓 雅葵樓 逸葵樓     | 重建前為葵涌邨（一區） |
| 葵涌邨   | 第三型     | 第9座    | 1964年-1965年 | 2000年   | 石籬邨 葵盛東邨                                    | 曉葵樓 旭葵樓 映葵樓 雅葵樓 逸葵樓     | 重建前為葵涌邨（一區） |
| 葵涌邨   | 第三型     | 第10座   | 1964年-1965年 | 2000年   | 石籬邨 葵盛東邨                                    | 綠葵樓 芷葵樓 碧葵樓 翠葵樓 芊葵樓     | 重建前為葵涌邨（二區） |
| 葵涌邨   | 第三型     | 第11座   | 1964年-1965年 | 2000年   | 石籬邨 葵盛東邨                                    | 綠葵樓 芷葵樓 碧葵樓 翠葵樓 芊葵樓     | 重建前為葵涌邨（二區） |
| 葵涌邨   | 第三型     | 第12座   | 1964年-1965年 | 2000年   | 石籬邨 葵盛東邨                                    | 綠葵樓 芷葵樓 碧葵樓 翠葵樓 芊葵樓     | 重建前為葵涌邨（二區） 安裝鋼架加固                                                                                          |
| 葵涌邨   | 第三型     | 第13座   | 1964年-1965年 | 2000年   | 石籬邨 葵盛東邨                                    | 綠葵樓 芷葵樓 碧葵樓 翠葵樓 芊葵樓     | 重建前為葵涌邨（二區） |
| 葵涌邨   | 第三型     | 第14座   | 1964年-1965年 | 1998年   | 葵涌邨 春葵樓 夏葵樓 秋葵樓 葵盛東邨               | 綠葵樓 芷葵樓 碧葵樓 翠葵樓 芊葵樓     | 重建前為葵涌邨（二區） |
| 葵涌邨   | 第三型     | 第15座   | 1964年-1965年 | 1998年   | 葵涌邨 春葵樓 夏葵樓 秋葵樓 葵盛東邨               | 綠葵樓 芷葵樓 碧葵樓 翠葵樓 芊葵樓     | 重建前為葵涌邨（二區） |
| 葵涌邨   | 第三型     | 第16座   | 1964年-1965年 | 1998年   | 葵涌邨 春葵樓 夏葵樓 秋葵樓 葵盛東邨               | 綠葵樓 芷葵樓 碧葵樓 翠葵樓 芊葵樓     | 重建前為葵涌邨（二區） |
| 葵涌邨   | 第三型     | 第17座   | 1964年-1965年 | 1998年   | 葵涌邨 春葵樓 夏葵樓 秋葵樓 葵盛東邨               | 綠葵樓 芷葵樓 碧葵樓 翠葵樓 芊葵樓     | 重建前為葵涌邨（二區） |
| 葵涌邨   | 第三型     | 第18座   | 1964年-1965年 | 1998年   | 葵涌邨 春葵樓 夏葵樓 秋葵樓 葵盛東邨               | 綠葵樓 芷葵樓 碧葵樓 翠葵樓 芊葵樓     | 重建前為葵涌邨（二區） |
| 葵涌邨   | 第三型     | 第19座   | 1964年-1965年 | 1998年   | 葵涌邨 春葵樓 夏葵樓 秋葵樓 葵盛東邨               | 綠葵樓 芷葵樓 碧葵樓 翠葵樓 芊葵樓     | 重建前為葵涌邨（一區） |
| 葵涌邨   | 第三型     | 第20座   | 1964年-1965年 | 1998年   | 葵涌邨 春葵樓 夏葵樓 秋葵樓 葵盛東邨               | 綠葵樓 芷葵樓 碧葵樓 翠葵樓 芊葵樓     | 重建前為葵涌邨（一區） |
| 葵涌邨   | 第三型     | 第21座   | 1964年-1965年 | 1998年   | 葵涌邨 春葵樓 夏葵樓 秋葵樓 葵盛東邨               | 綠葵樓 芷葵樓 碧葵樓 翠葵樓 芊葵樓     | 重建前為葵涌邨（一區） |
| 葵涌邨   | 第三型     | 第22座   | 1964年-1965年 | 1998年   | 葵涌邨 春葵樓 夏葵樓 秋葵樓 葵盛東邨               | 綠葵樓 芷葵樓 碧葵樓 翠葵樓 芊葵樓     | 重建前為葵涌邨（一區） |
| 葵涌邨   | 第三型     | 第23座   | 1964年-1965年 | 1998年   | 葵涌邨 春葵樓 夏葵樓 秋葵樓 葵盛東邨               | 綠葵樓 芷葵樓 碧葵樓 翠葵樓 芊葵樓     | 重建前為葵涌邨（一區） |
| 葵涌邨   | 第三型     | 第24座   | 1964年-1965年 | 1998年   | 葵涌邨 春葵樓 夏葵樓 秋葵樓 葵盛東邨               | 綠葵樓 芷葵樓 碧葵樓 翠葵樓 芊葵樓     | 重建前為葵涌邨（一區） |
| 葵涌邨   | 第三型     | 第25座   | 1964年-1965年 | 1998年   | 葵涌邨 春葵樓 夏葵樓 秋葵樓 葵盛東邨               | 綠葵樓 芷葵樓 碧葵樓 翠葵樓 芊葵樓     | 重建前為葵涌邨（一區） |
| 葵涌邨   | 第三型     | 第26座   | 1964年-1965年 | 1998年   | 葵涌邨 春葵樓 夏葵樓 秋葵樓 葵盛東邨               | 綠葵樓 芷葵樓 碧葵樓 翠葵樓 芊葵樓     | 重建前為葵涌邨（一區） |
| 葵涌邨   | 第三型     | 第27座   | 1964年-1965年 | 1998年   | 葵涌邨 春葵樓 夏葵樓 秋葵樓 葵盛東邨               | 葵馥苑                                 | 重建前為葵涌邨（一區） |
| 葵涌邨   | 第三型     | 第28座   | 1964年-1965年 | 1998年   | 葵涌邨 春葵樓 夏葵樓 秋葵樓 葵盛東邨               | 葵馥苑                                 | 重建前為葵涌邨（一區） |
| 葵涌邨   | 第三型     | 第29座   | 1964年-1965年 | 1994年   | 大窩口邨                                           | 秋葵樓                                 | 重建前為葵涌邨（一區） |
| 葵涌邨   | 第三型     | 第30座   | 1964年-1965年 | 1994年   | 大窩口邨                                           | 秋葵樓                                 | 重建前為葵涌邨（一區） |
| 葵涌邨   | 第三型     | 第31座   | 1964年-1965年 | 1994年   | 大窩口邨                                           | 秋葵樓                                 | 重建前為葵涌邨（一區） |
| 葵涌邨   | 第三型     | 第32座   | 1964年-1965年 | 1998年   | 葵涌邨 春葵樓 夏葵樓 秋葵樓 葵盛東邨               | 葵涌新區公園                           | 重建前為葵涌邨（一區） |
| 葵涌邨   | 第三型     | 第33座   | 1964年-1965年 | 1998年   | 葵涌邨 春葵樓 夏葵樓 秋葵樓 葵盛東邨               | 葵涌新區公園                           | 重建前為葵涌邨（一區） |
| 葵涌邨   | 第三型     | 第34座   | 1964年-1965年 | 1998年   | 葵涌邨 春葵樓 夏葵樓 秋葵樓 葵盛東邨               | 葵涌新區公園                           | 重建前為葵涌邨（一區） |
| 葵涌邨   | 第三型     | 第35座   | 1964年-1965年 | 1998年   | 葵涌邨 春葵樓 夏葵樓 秋葵樓 葵盛東邨               | 葵涌新區公園                           | 重建前為葵涌邨（一區） |
| 葵涌邨   | 第三型     | 第36座   | 1964年-1965年 | 1994年   | 大窩口邨                                           | 春葵樓 夏葵樓 葵涌新區公園             | 重建前為葵涌邨（一區） |
| 葵涌邨   | 第三型     | 第37座   | 1964年-1965年 | 1994年   | 大窩口邨                                           | 春葵樓 夏葵樓 葵涌新區公園             | 重建前為葵涌邨（一區） |
| 葵涌邨   | 第三型     | 第38座   | 1964年-1965年 | 1994年   | 大窩口邨                                           | 春葵樓 夏葵樓 葵涌新區公園             | 重建前為葵涌邨（一區） |
| 葵涌邨   | 第三型     | 第39座   | 1964年-1965年 | 1994年   | 大窩口邨                                           | 春葵樓 夏葵樓 葵涌新區公園             | 重建前為葵涌邨（一區） |
| 葵涌邨   | 第三型     | 第40座   | 1964年-1965年 | 1994年   | 大窩口邨                                           | 春葵樓 夏葵樓 葵涌新區公園             | 重建前為葵涌邨（一區） |
| 葵涌邨   | 第三型     | 第41座   | 1964年-1965年 | 1994年   | 大窩口邨                                           | 春葵樓 夏葵樓 葵涌新區公園             | 重建前為葵涌邨（一區） |
| 葵涌邨   | 第三型     | 第42座   | 1964年-1965年 | 1994年   | 大窩口邨                                           | 春葵樓 夏葵樓 葵涌新區公園             | 重建前為葵涌邨（一區） |
| 大窩口邨 | 第二型     | 第7座    | 1962年        | 1989年   | 大窩口邨 富秀樓 富平樓 富逸樓 富雅樓 富靜樓 富碧樓 | 葵賢苑                                 | |
| 大窩口邨 | 第二型     | 第15座   | 1962年        | 1990年   | 大窩口邨 富秀樓 富平樓 富逸樓 富雅樓 富靜樓 富碧樓 | 富泰樓 富德樓 富賢樓 大窩口第二商場    | 因「26座問題公屋」醜聞而延遲清拆                                                                                             |
| 大窩口邨 | 第二型     | 第16座   | 1962年        | 1990年   | 大窩口邨 富秀樓 富平樓 富逸樓 富雅樓 富靜樓 富碧樓 | 富泰樓 富德樓 富賢樓 大窩口第二商場    | 因「26座問題公屋」醜聞而延遲清拆                                                                                             |
| 大窩口邨 | 第二型     | 第17座   | 1962年        | 1990年   | 大窩口邨 富秀樓 富平樓 富逸樓 富雅樓 富靜樓 富碧樓 | 富泰樓 富德樓 富賢樓 大窩口第二商場    | 因「26座問題公屋」醜聞而延遲清拆                                                                                             |
| 大窩口邨 | 第二型     | 第18座   | 1962年        | 1990年   | 大窩口邨 富秀樓 富平樓 富逸樓 富雅樓 富靜樓 富碧樓 | 富泰樓 富德樓 富賢樓 大窩口第二商場    | 因「26座問題公屋」醜聞而延遲清拆                                                                                             |
| 大窩口邨 | 第二型     | 第19座   | 1962年        | 1990年   | 大窩口邨 富秀樓 富平樓 富逸樓 富雅樓 富靜樓 富碧樓 | 富泰樓 富德樓 富賢樓 大窩口第二商場    | 因「26座問題公屋」醜聞而延遲清拆                                                                                             |
| 大窩口邨 | 第四型     | 第20座   | 1968年        | 2000年   | 葵盛東邨                                           | 葵蓉苑                                 | |
| 石籬邨   | 第五型     | 第1座    | 1966年        | 2001年   | 石蔭邨                                             | 石排街公園 慈幼葉漢千禧小學            | 重建前為石籬（一）邨 |
| 石籬邨   | 第五型     | 第2座    | 1966年        | 2001年   | 石蔭邨                                             | 石排街公園 慈幼葉漢千禧小學            | 重建前為石籬（一）邨 |
| 石籬邨   | 第五型     | 第3座    | 1966年        | 2001年   | 石蔭邨                                             | 石排街公園 慈幼葉漢千禧小學            | 重建前為石籬（一）邨 |
| 石籬邨   | 第四型     | 第5座    | 1966年        | 1989年   | 石籬邨 石興樓 顯徑邨 長康邨 太和邨                 | 石安樓 石泰樓                          | 重建前為石籬（一）邨 第4座和第6座都是「26座問題公屋」之一 由於第5座是與第6座相連 故第4至第6座一同於1989年清拆                |
| 石籬邨   | 第五型     | 第7座    | 1969年        | 1995年   | 安蔭邨                                             | 石籬商場                               | 重建前為石籬（二）邨 |
| 石籬邨   | 第四型     | 第8座    | 1969年        | 2001年   | 石蔭邨                                             | 石偉樓 石怡樓                          | 重建前為石籬（二）邨 |
| 石籬邨   | 第四型     | 第9座    | 1966年        | 2001年   | 石蔭邨                                             | 石偉樓 石怡樓                          | 重建前為石籬（二）邨 |
| 石籬邨   | 第四型     | 第10座   | 1966年        | 保留     | 安蔭邨                                             | 未命名樓宇                             | 1996年改作中轉房屋，後於2023年清拆                                                                                           |
| 石籬邨   | 第四型     | 第11座   | 1966年        | 保留     | 安蔭邨                                             | 未命名樓宇                             | 1996年改作中轉房屋，後於2023年清拆                                                                                           |
| 石籬邨   | 第五型     | 第12座   | 1971年        | 1997年   | 石籬邨 石泰樓 石華樓 石佳樓                        | 石榮樓                                 | 重建前為石籬（二）邨 |
| 石籬邨   | 第五型     | 第14座   | 1970年        | 1995年   | 安蔭邨                                             | 石福樓 石禧樓 石富樓 石祥樓            | 重建前為石籬（二）邨 |
| 石籬邨   | 第五型     | 第15座   | 1970年        | 1995年   | 安蔭邨                                             | 石福樓 石禧樓 石富樓 石祥樓            | 重建前為石籬（二）邨 |
| 石籬邨   | 第五型     | 第16座   | 1971年        | 1997年   | 石籬邨 石泰樓 石華樓 石佳樓                        | 石欣樓 石廣樓                          | 重建前為石籬（二）邨 |
| 石蔭邨   | 政府廉租屋 | 第1座    | 1968年        | 1997年   | 石蔭東邨                                           | 寧峰苑                                 | |
| 石蔭邨   | 政府廉租屋 | 第2座    | 1968年        | 1997年   | 石蔭東邨                                           | 寧峰苑                                 | |
| 石蔭邨   | 政府廉租屋 | 第3座    | 1968年        | 1994年   | 安蔭邨                                             | 石蔭梨木道公園                         | 安裝鋼架加固 |
| 石蔭邨   | 政府廉租屋 | 第4座    | 1968年        | 2001年   | 石蔭邨                                             | 石蔭梨木道公園                         | |
| 石蔭邨   | 政府廉租屋 | 第5座    | 1968年        | 2001年   | 石蔭邨                                             | 石蔭梨木道公園                         | |
| 石蔭邨   | 政府廉租屋 | 第6座    | 1968年        | 1996年   | 安蔭邨                                             | 石蔭邨                                 | |
| 石蔭邨   | 政府廉租屋 | 第7座    | 1968年        | 1996年   | 安蔭邨                                             | 石蔭邨                                 | |
| 石蔭邨   | 政府廉租屋 | 第8座    | 1968年        | 1996年   | 安蔭邨                                             | 石蔭邨                                 | |
| 葵芳邨   | 政府廉租屋 | 第1座    | 1973年        | 1992年   | 葵芳邨 葵德樓 葵信樓 葵安樓                        | 葵明樓 葵正樓 葵芳廣場                 | |
| 葵芳邨   | 政府廉租屋 | 第2座    | 1973年        | 1992年   | 葵芳邨 葵德樓 葵信樓 葵安樓                        | 葵明樓 葵正樓 葵芳廣場                 | |
| 葵芳邨   | 政府廉租屋 | 第3座    | 1973年        | 1997年   | 葵芳邨 葵明樓 葵正樓                               | 葵愛樓                                 | |
| 葵芳邨   | 政府廉租屋 | 第4座    | 1971年        | 1996年   | 葵芳邨 葵明樓 葵正樓                               | 佛教林金殿紀念小學                     | |
| 葵芳邨   | 政府廉租屋 | 第6座    | 1971年        | 1997年   | 葵芳邨 葵明樓 葵正樓                               | 葵歡樓 葵喜樓                          | 於1982年重修，在1985年重新入伙                                                                                               |
| 葵芳邨   | 政府廉租屋 | 第7座    | 1971年        | 1996年   | 葵芳邨 葵明樓 葵正樓                               | 葵泰樓                                 | |
| 葵興邨   | 政府廉租屋 | 第1座    | 1970年        | 1992年   | 葵興邨                                             | 葵俊苑                                 | 安裝鋼架加固 |
| 葵興邨   | 政府廉租屋 | 第2座    | 1971年        | 1989年   | 長安邨                                             | 葵興邨                                 | 第3座至第5座都是「26座問題公屋」之一 由於第2座是與第3座至第5座相連 故第2至第5座一同於1989年清拆 整體重建計劃首座被清拆的大廈 |
| 葵盛東邨 | 政府廉租屋 | 第12座   | 1973年        | 保留     | 長亨邨（原有居民）                                 | 葵聯邨社區公園                         | 1995年改作中轉房屋，後於2010年清拆                                                                                           |
| 葵盛東邨 | 政府廉租屋 | 第13座   | 1973年        | 1995年   | 長亨邨                                             | 盛富樓 盛樂樓                          | |
| 葵盛東邨 | 政府廉租屋 | 第14座   | 1973年        | 1995年   | 長亨邨                                             | 盛富樓 盛樂樓                          | |
| 葵盛東邨 | 政府廉租屋 | 第15座   | 1973年        | 1993年   | 葵盛東邨 盛興樓 盛安樓 大窩口邨                    | 盛和樓 盛安樓 盛強樓 盛逸樓 葵盛東商場 | |
| 葵盛東邨 | 政府廉租屋 | 第16座   | 1973年        | 1993年   | 葵盛東邨 盛興樓 盛安樓 大窩口邨                    | 盛和樓 盛安樓 盛強樓 盛逸樓 葵盛東商場 | |
| 葵盛東邨 | 政府廉租屋 | 第17座   | 1973年        | 1993年   | 葵盛東邨 盛興樓 盛安樓 大窩口邨                    | 盛和樓 盛安樓 盛強樓 盛逸樓 葵盛東商場 | |
| 葵盛東邨 | 政府廉租屋 | 第19座   | 1973年        | 1994年   | 葵盛東邨 盛興樓 盛安樓 大窩口邨                    | 盛國樓 盛家樓                          | |

### 荃灣區
| 屋邨名稱       | 樓宇類型   | 樓宇名稱（座號） | 落成年份 | 拆卸年份 | 安置屋邨                      | 重建後原地所屬的樓宇              | 備註               |
| -------------- | ---------- | ---------------- | -------- | -------- | ----------------------------- | --------------------------------- | ------------------ |
| 梨木樹（一）邨 | 政府廉租屋 | 第7座            | 1972年   | 1995年   | 安蔭邨 石籬邨                 | 松樹樓 樂樹樓                     | 安裝鋼架加固       |
| 梨木樹（一）邨 | 政府廉租屋 | 第8座            | 1971年   | 1995年   | 安蔭邨 石籬邨                 | 葵樹樓                            |                    |
| 梨木樹（一）邨 | 政府廉租屋 | 第9座            | 1972年   | 2001年   | 梨木樹邨 楊樹樓 桃樹樓 楓樹樓 | 健樹樓 康樹樓 社區會堂            |                    |
| 梨木樹（一）邨 | 政府廉租屋 | 第10座           | 1971年   | 2001年   | 梨木樹邨 楊樹樓 桃樹樓 楓樹樓 | 榮樹樓 翠樹樓 梨木樹商場 巴士總站 |                    |
| 梨木樹（一）邨 | 政府廉租屋 | 第11座           | 1971年   | 2001年   | 梨木樹邨 楊樹樓 桃樹樓 楓樹樓 | 榮樹樓 翠樹樓 梨木樹商場 巴士總站 | 安裝鋼架加固       |
| 梨木樹（一）邨 | 政府廉租屋 | 第12座           | 1971年   | 2001年   | 梨木樹邨 楊樹樓 桃樹樓 楓樹樓 | 榮樹樓 翠樹樓 梨木樹商場 巴士總站 | 1993年加上椰樹圖案 |
| 梨木樹（一）邨 | 政府廉租屋 | 第13座           | 1970年   | 1996年   | 梨木樹邨 松樹樓 葵樹樓        | 楊樹樓 桃樹樓 楓樹樓              |                    |
| 梨木樹（一）邨 | 政府廉租屋 | 第14座           | 1970年   | 1996年   | 梨木樹邨 松樹樓 葵樹樓        | 楊樹樓 桃樹樓 楓樹樓              |                    |

### 元朗區
| 屋邨名稱 | 樓宇類型 | 樓宇名稱（座號） | 落成年份 | 拆卸年份 | 安置屋邨 | 重建後原地所屬的樓宇 | 備註 |
| -------- | -------- | ---------------- | -------- | -------- | -------- | -------------------- | ---- |
| 元朗邨   | 第四型   | 第1座            | 1966年   | 2001年   | 天華邨   | 世宙                 |      |
| 元朗邨   | 第四型   | 第2座            | 1966年   | 2001年   | 天華邨   | 世宙                 |      |
| 元朗邨   | 第四型   | 第3座            | 1966年   | 2001年   | 天華邨   | 世宙                 |      |
| 元朗邨   | 第四型   | 第4座            | 1966年   | 2001年   | 天華邨   | 朗晴邨               |      |
| 元朗邨   | 第四型   | 第5座            | 1966年   | 2001年   | 天華邨   | 世宙                 |      |

### 屯門區
| 屋邨名稱 | 樓宇類型 | 樓宇名稱（座號） | 落成年份 | 拆卸年份 | 安置屋邨 | 重建後原地所屬的樓宇 | 備註 |
| -------- | -------- | ---------------- | -------- | -------- | -------- | -------------------- | ---- |
| 新發邨   | 第六型   | 第1座            | 1971年   | 2002年   | 富泰邨   | 瓏門                 |      |
| 新發邨   | 第六型   | 第2座            | 1971年   | 2002年   | 富泰邨   | 瓏門                 |      |
| 新發邨   | 第六型   | 第3座            | 1971年   | 2002年   | 富泰邨   | 瓏門                 |      |
| 新發邨   | 第六型   | 第4座            | 1971年   | 2002年   | 富泰邨   | 瓏門                 |      |